# Galerie d'Apollon
La galerie d'Apollon est une galerie du palais du Louvre, au-dessus des appartements d'été d'Anne d'Autriche, permettant la liaison entre le pavillon du roi et la Grande galerie.

## Chronologie succincte
- Vers 1566 : Charles IX fait construire un portique supportant une terrasse perpendiculaire à la Seine relié au pavillon du roi.

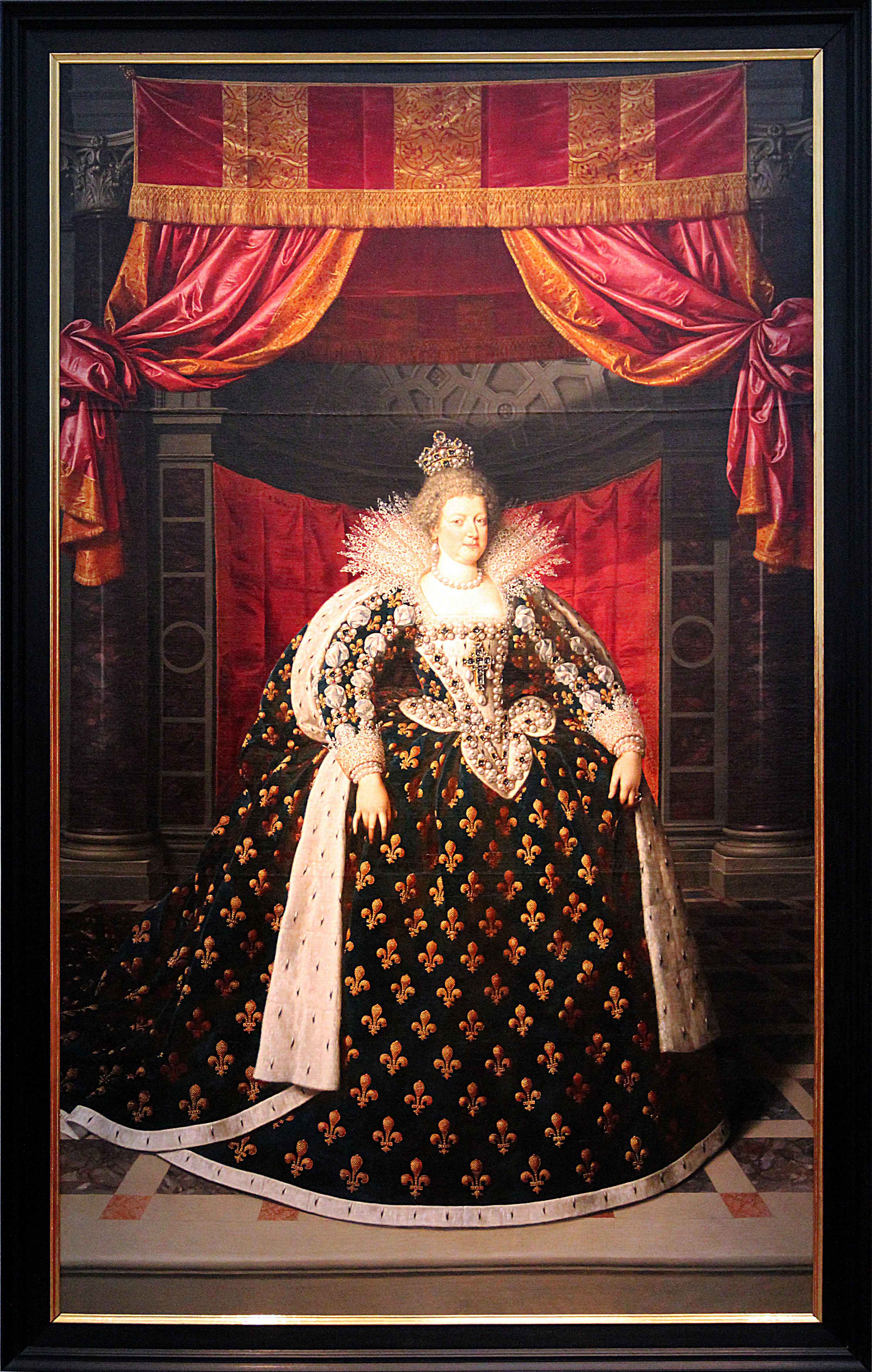
Grand portrait de Marie de Médicis
peint par Frans Pourbus le Jeune en 1609-1610
pour la Petite Galerie du Louvre

- 22 mars 1594 : Henri IV fait son entrée triomphale dans Paris. Il réinvestit les demeures de la monarchie abandonnées depuis cinq ans.
- 1594-1608 : Henri IV fait élever à l'emplacement du portique un bâtiment à deux étages avec comble reliant le pavillon du roi à la Grande Galerie[1]. Il fait aménager une galerie des peintures au premier étage.
- 1655-1658 : aménagement de l'appartement d'été de la reine-mère Anne d'Autriche par Louis Le Vau au rez-de-chaussée, sous la galerie des peintures[2].
- 6 février 1661 : un incendie détruit la galerie des peintures. Seul le grand portrait de Marie de Médicis par Frans Porbus semble avoir échappé à l'incendie.
- 1661 : Reconstruction de la Petite Galerie par Louis Le Vau dont la décoration est confiée à Charles Le Brun
- 1663-1677 : mise en œuvre du décor intérieur.
- 1766-1781 : l'académie complète la galerie par des commandes à ses académiciens.
- 1848-1851 : restauration de Félix Duban, au centre, peinture de la course d'Apollon par Eugène Delacroix[3].
- 1999-2004 : restauration par le service des monuments historiques.

## Les origines: la Petite Galerie
En 1566, Charles IX commence les travaux de construction du rez-de-chaussée de la Petite Galerie, perpendiculaire à la Seine, qui servira de point de départ pour la future grande Galerie du bord de l’eau, reliant le Louvre aux Tuileries, le long de la Seine. La future Galerie d’Apollon (un étage au-dessus) n’est alors que la terrasse des appartements de Charles IX. C’est lors de la construction de la Grande Galerie, entre 1595 et 1610, sous Henri IV, que la Petite Galerie se dote d’un étage, la Galerie des Rois, avec les portraits des rois et reines de France, la future Galerie d’Apollon. La Galerie des rois offre alors un plafond peint par Toussaint Dubreuil et Jacob Bunel et les portraits des rois ainsi que ceux d’hommes illustres, sont réalisés par Jacob Bunel, les portraits des reines ont été peints par Marguerite Bahuche, sauf celui de Marie de Médicis qui est dû à Frans Pourbus le Jeune.
Le 6 février 1661, un incendie se déclenche dans la Petite Galerie lors du montage d’une scène pour un ballet ; l’étage et ses décors sont dévastés.

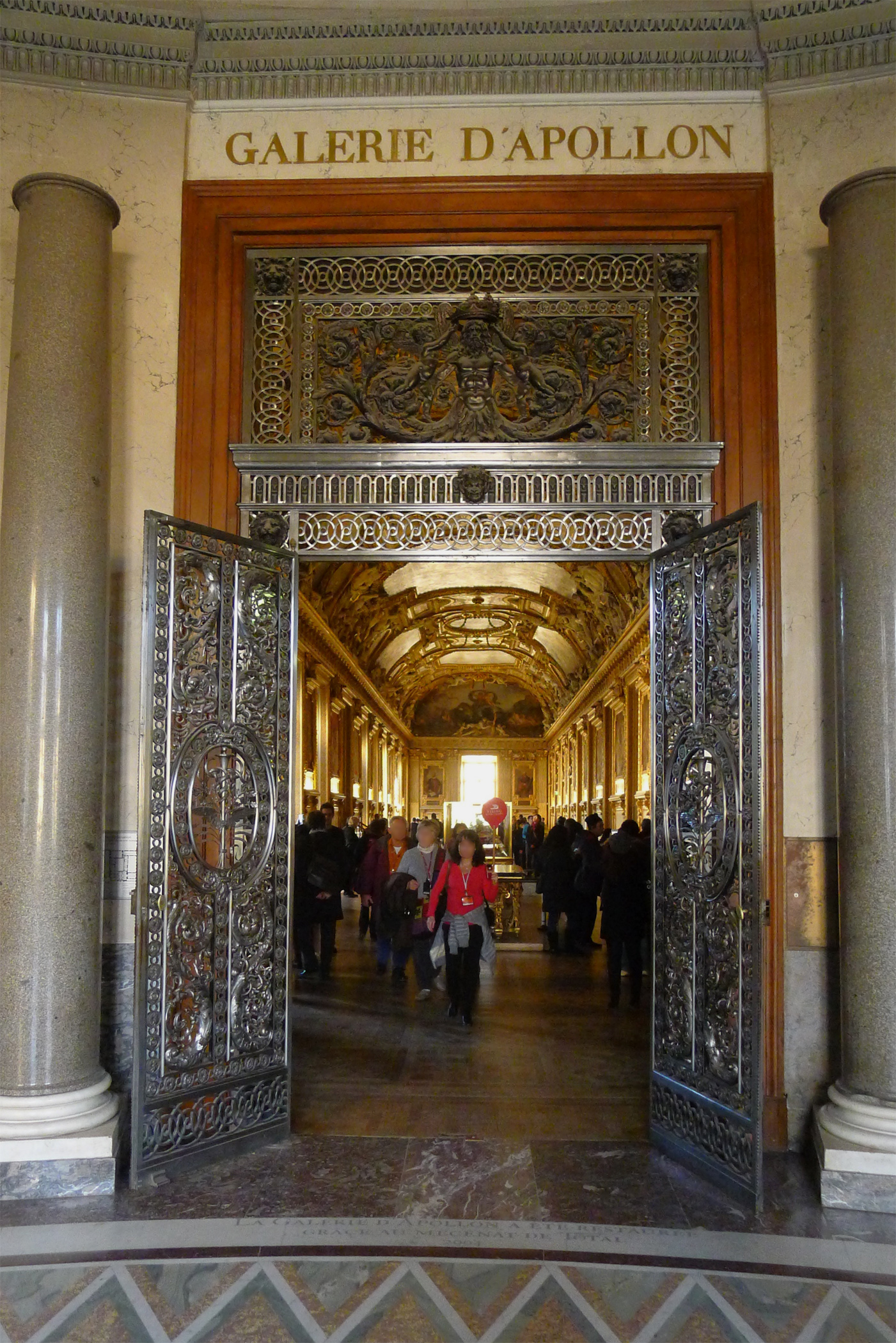
Entrée de la galerie.

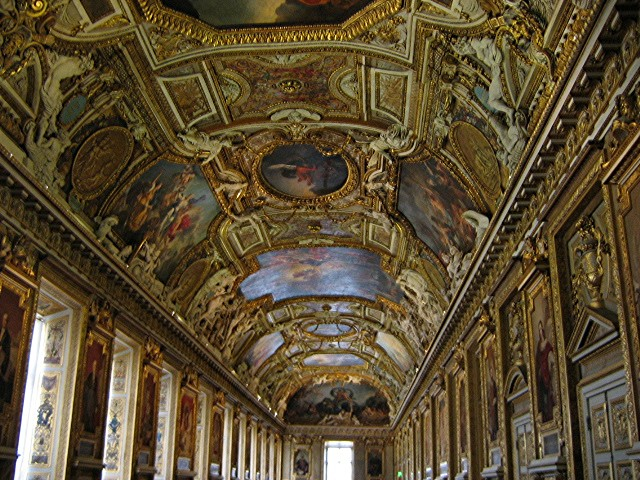
Vue de la galerie d'Apollon.

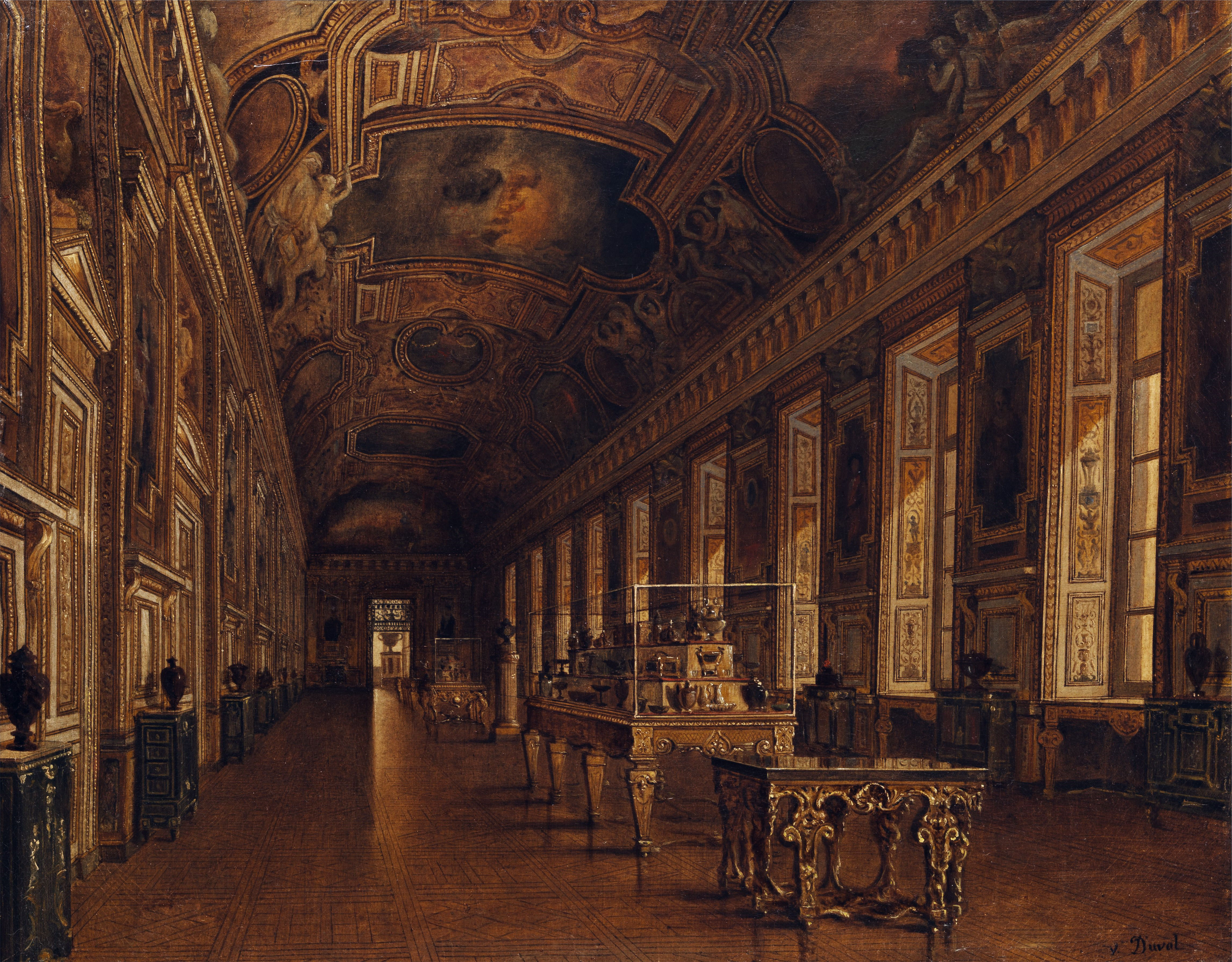
Duval, avant 1889.

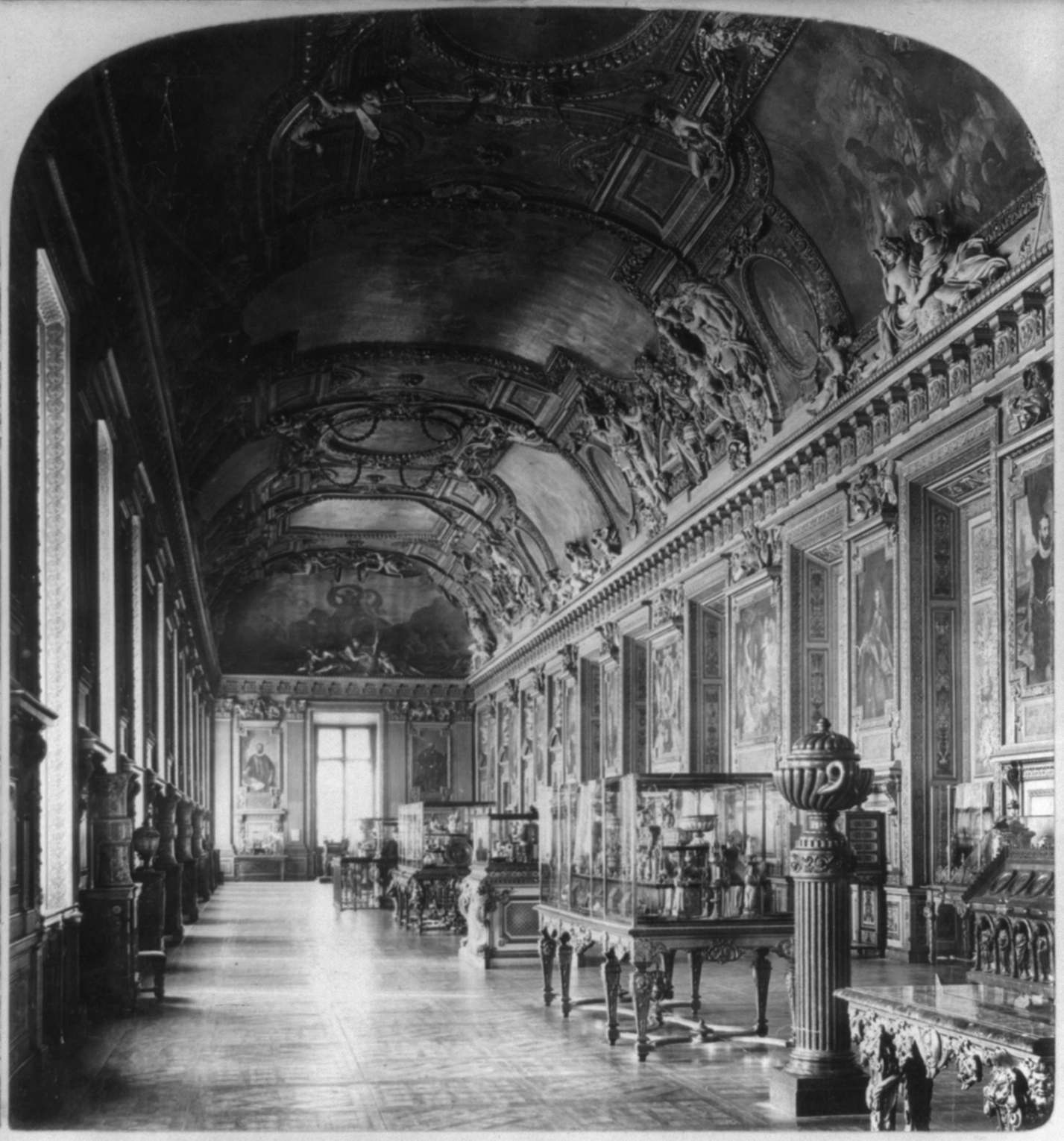
Vers 1901.

## Louis XIV et la naissance de la Galerie d’Apollon (1661-1679)
Après l'incendie du 6 février 1661, il est nécessaire de reconstruire cette partie du Louvre, fortement endommagée. Les travaux architecturaux sont confiés à Louis Le Vau, qui les réalise entre 1661 et 1663, tandis que Charles Le Brun est chargé par Colbert d'élaborer le programme décoratif. Il s'agit de la première galerie royale destinée à Louis XIV, qui servira de modèle à la galerie des Glaces du château de Versailles vingt ans plus tard.
La galerie d'Apollon est une pièce du palais du Louvre (aile Denon, 1er étage, salle 705), prototype du classicisme français tel qu'on le retrouvera à Versailles.

### Le programme décoratif de Le Brun
Le programme décoratif de Le Brun suit un rythme extrêmement complexe, marqué par l'illusionnisme. Les thèmes retenus sont :
- La course du soleil.
- Une course dans le temps, à travers l'iconographie des heures, mais aussi du zodiaque.
- Une course dans l'espace, via les références à la terre, l'eau et le monde.

Des médaillons, des tableaux et des atlantes font également référence au thème de l'année.
Ce programme iconographique, que Le Brun n'a pas eu le temps de mettre en œuvre en totalité, fait référence aux bienfaits du soleil, éternels et universels, et par derrière, évidemment, aux vertus et à l'immortalité de Louis XIV. Il s'agit donc d'une nouvelle forme donnée à un sujet traditionnel, avec un goût certain pour l'illusionnisme et l'exubérance.

### Les peintures
Voulu par Charles Le Brun, on trouve à chaque extrémité de la galerie un des quatre éléments : au nord, la terre (Le Triomphe de la Terre ou Le Triomphe de Cybèle (1850) de Joseph-Benoît Guichard,1806-1880), au sud, l'eau (Le Triomphe de Neptune et d’Amphitrite de Charles Le Brun) , et au centre, la gloire d'Apollon (Apollon terrassant le serpent Python par Eugène Delacroix). 
La course du soleil est représentée par deux toiles laissées par Le Brun : Le Soir ou Morphée (entre 1664 et 1677) et La Nuit ou Diane (également entre 1664 et 1677). 
Entre 1667 et 1670, Jacques Gervaise peint la majorité des douze médaillons représentant les mois de l'année, placés à la base de la voûte, sur chacun des côtés.
Entre 1666 et 1670, Léonard Gonthier (vers 1625-1701) peint, dans l’axe longitudinal du plafond, 6 ensembles de  grotesques qui séparent les compartiments réservés aux peintures grand format et qui représentent les dieux des planètes.

### Les stucs
La réalisation des stucs sera confiée à quatre sculpteurs : François Girardon pour le quart sud-ouest des murs latéraux, Gaspard Marsy pour le quart nord-ouest, Balthazar Marsy (frère de Gaspard) pour le quart nord-est, Thomas Regnaudin pour le quart sud-est. Ils travailleront sur le projet de 1663 à 1667, sur les modèles fournis par Le Brun.
Des deux côtés de chaque voussure des extrémités, quatre stucs représentent chacun un groupe de deux captifs assis, adossés à un trophée d’armes, symbolisant les quatre continents que parcourt le soleil dans sa course journalière :
- Gaspard Marsy, Les Captifs d’Afrique (1663-1664), dans le quart nord ouest,
- François Girardon, Les Captifs d’Asie (1663-1664), dans le quart sud-ouest,
- Thomas Regnaudin, Les Captifs d’Europe (1663-1664), dans le quart sud-est,
- Balthazar Marsy, Les Captifs d’Amérique (1663-1664), dans le quart nord-est.

Six sculptures, positionnées en avant de certaines peintures de la voûte, représentent successivement l'Hippocrène et chacune des neuf muses :
- Aux extrémités nord et sud :
  - Associé à la peinture de Le Brun (Amphitrite), au sud, un stuc de Girardon L’Hippocrène, fleuve du Parnasse[Note 7](1665) : l'Hippocrène tient une rame et l'un des deux petits génies se désaltère de l'eau de l'Hippocrène avec une écuelle.
  - Associé au cartouche où sera placée la peinture de Joseph Guichard (Le Triomphe de la terre, 1850), au nord, un stuc de Gaspard Marsy, Calliope (1663-1665) : la muse Calliope, muse de l’Éloquence et de la poésie héroïque, est entourée de deux petits génies ; elle tient une trompette d’une main et de l’autre un livre.

- Au niveau des murs ouest et est :
  - Au nord-est, associé au cartouche où sera placée la peinture d'Antoine-François Callet (Le Printemps ou Zéphire et Flore couronnant Cybèle de fleurs, 1780-1781), un stuc de Balthazar Marsy, Terpsichore et Polymnie (1663-1665) : Terpsichore, muse de la Danse, joue de la lyre, et Polymnie, muse de la Rhétorique et du chant, tient dans ses mains des rouleaux de papier ou des parchemins.
  - Au nord-ouest, associé au cartouche où sera placée la peinture de Jean-Jacques Lagrenée (L’Hiver ou Éole déchainant les vents qui couvrent les montagnes de neige, 1775), un stuc de Gaspard Marsy, Uranie et Erato (1663-1665) : Uranie, muse de l’Astronomie, tient dans sa main droite un compas pour prendre des mesures sur le globe terrestre et Érato, muse de la Poésie lyrique et érotique, partiellement dénudée, joue de la lyre.
  - Au sud-ouest, associé au cartouche où sera placée la peinture de Louis Jean-Jacques Durameau (L’Été ou Cérès et ses compagnons implorant le soleil, 1774), un stuc de Girardon, Melpomène et Thalie (1663-1665) : Melpomène, muse du Chant et de la tragédie, est coiffée d’une couronne et tient un sceptre (qui font partie de ses attributs) et  Thalie, muse de la Comédie, tient un masque pour évoquer le théâtre.
  - Au sud-est, associé au cartouche où sera placée la peinture de Hugues Taraval (L’Automne ou Le Triomphe de Bacchus et d'Ariane, 1769), un stuc de Regnaudin, Euterpe et Clio (1663-1665) : Euterpe, muse de la Musique, tient une flûte et Clio, muse de l’Histoire, tient une couronne et s'appuie sur des livres.

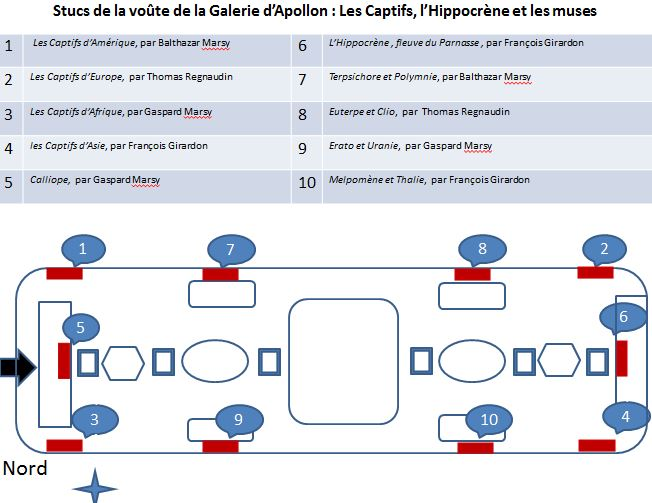
Image centrée.

Les quatre groupes de captifs de la voûte du plafond de la Galerie d'Apollon
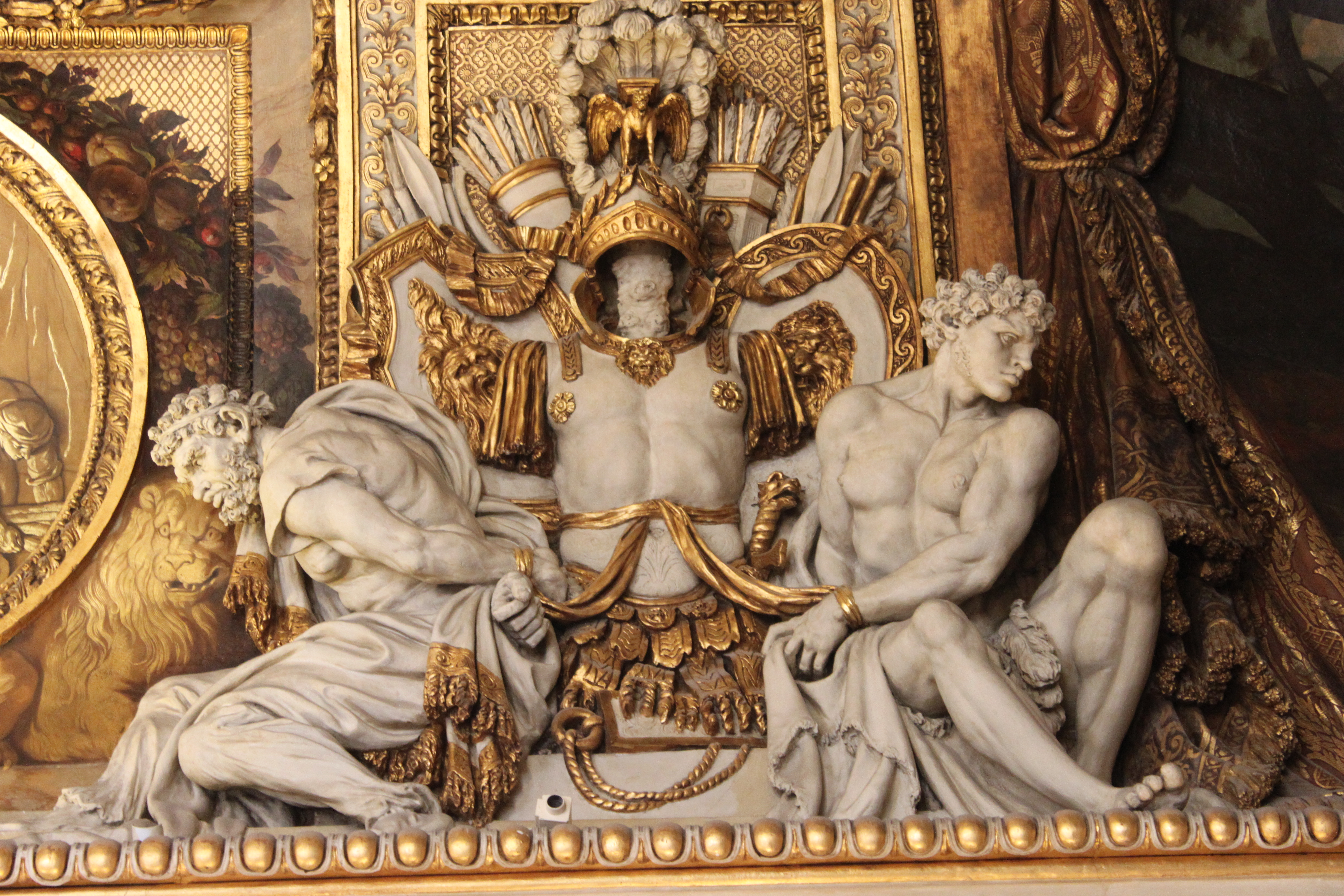
Repère 1 : Gaspard Marsy, Les Captifs d’Amérique.
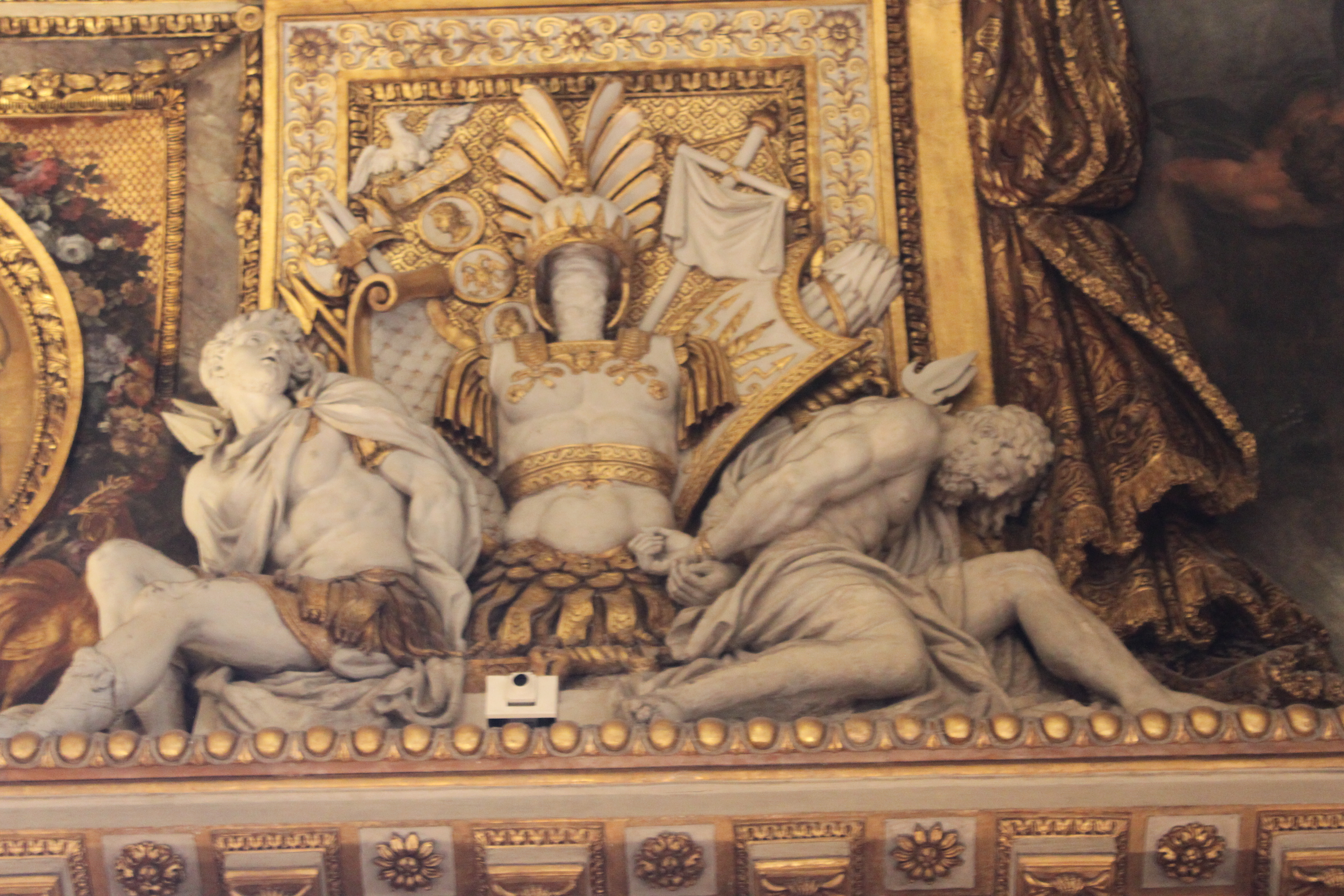
Repère 2 : Thomas Regnaudin, Les Captifs d’Europe.
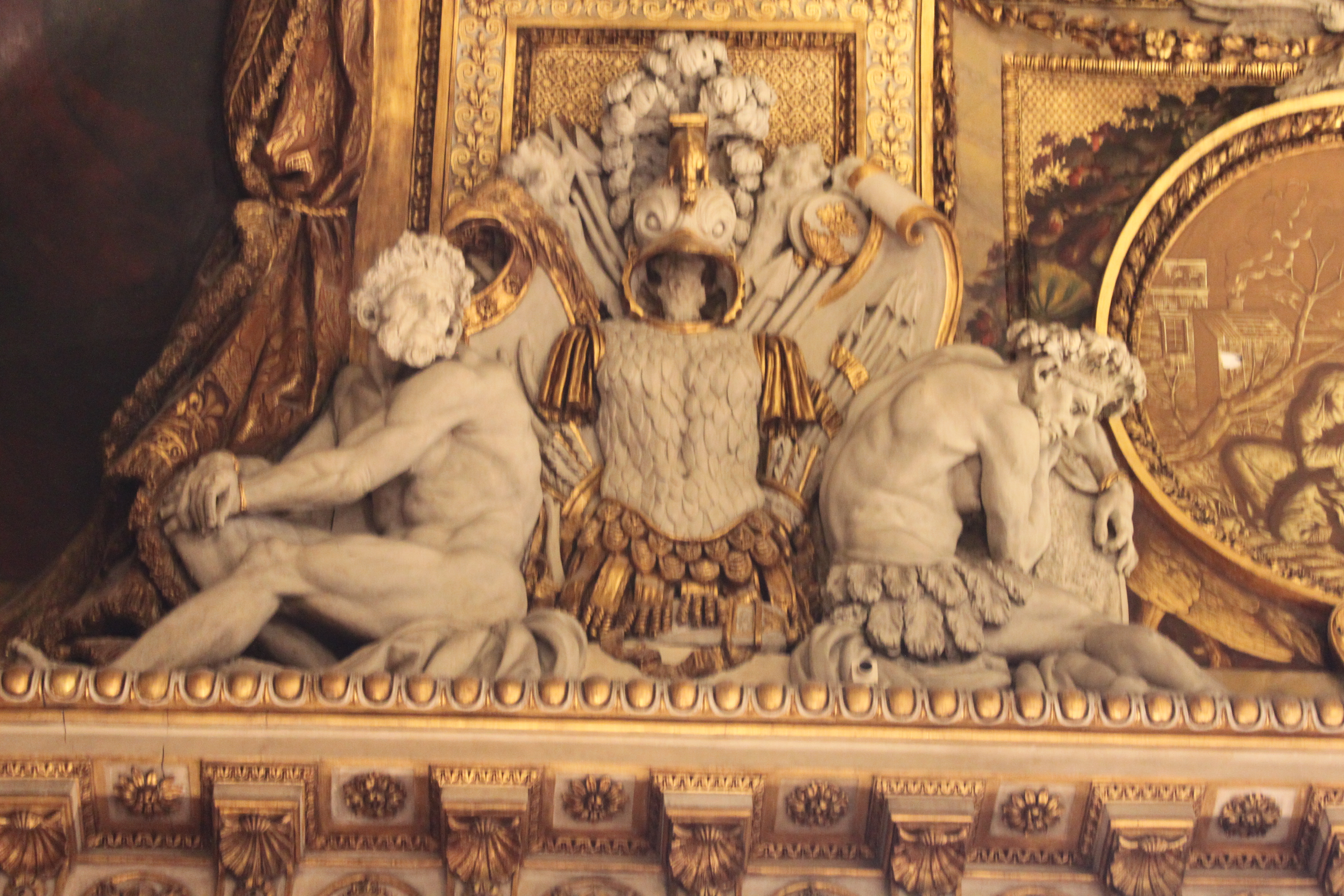
Repère 3 : Balthazar Marsy, Les Captifs d’Afrique.
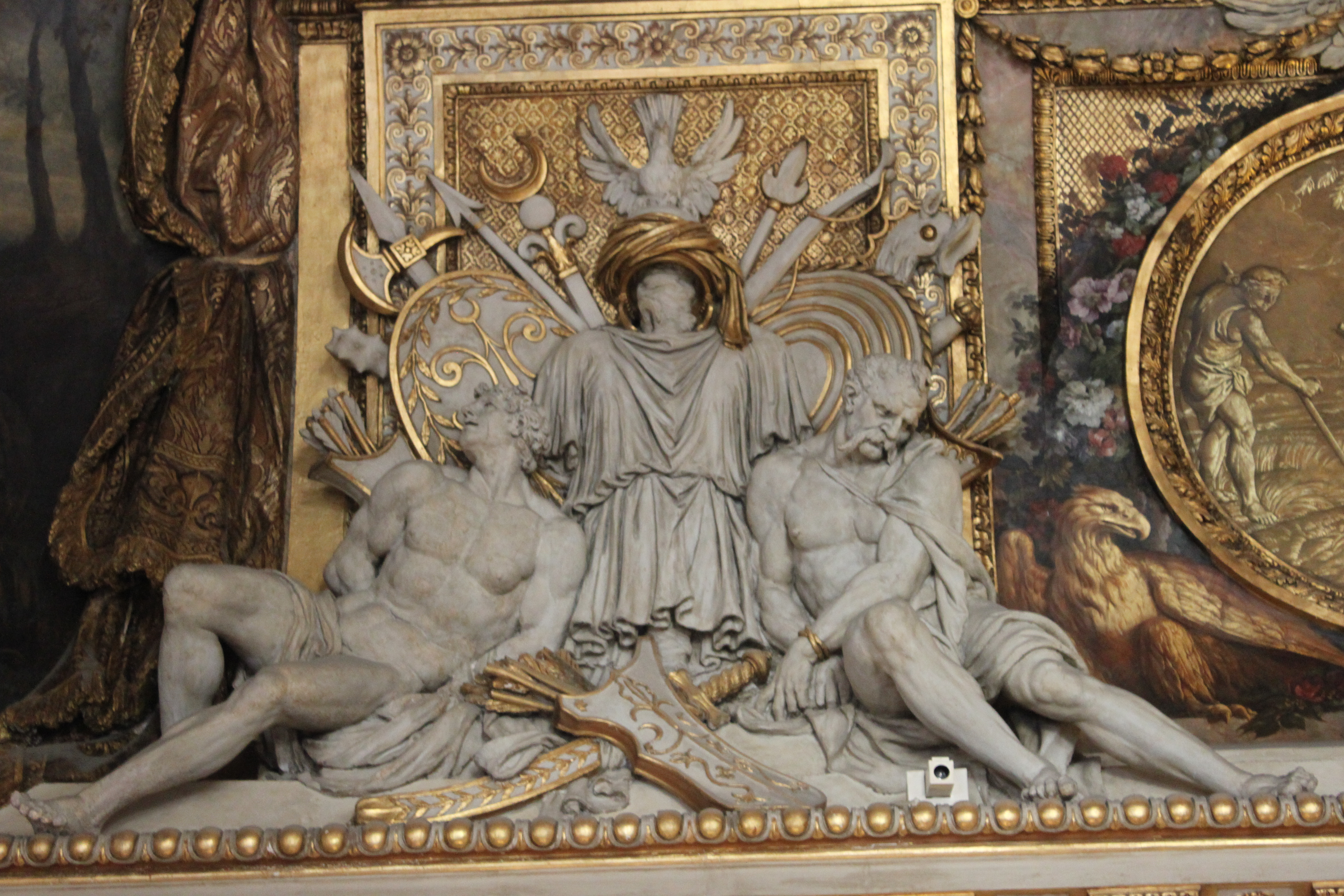
Repère 4 : François Girardon, Les Captifs d’Asie.

Les neuf muses et Hippocrène sur la voûte du plafond de la Galerie d'Apollon
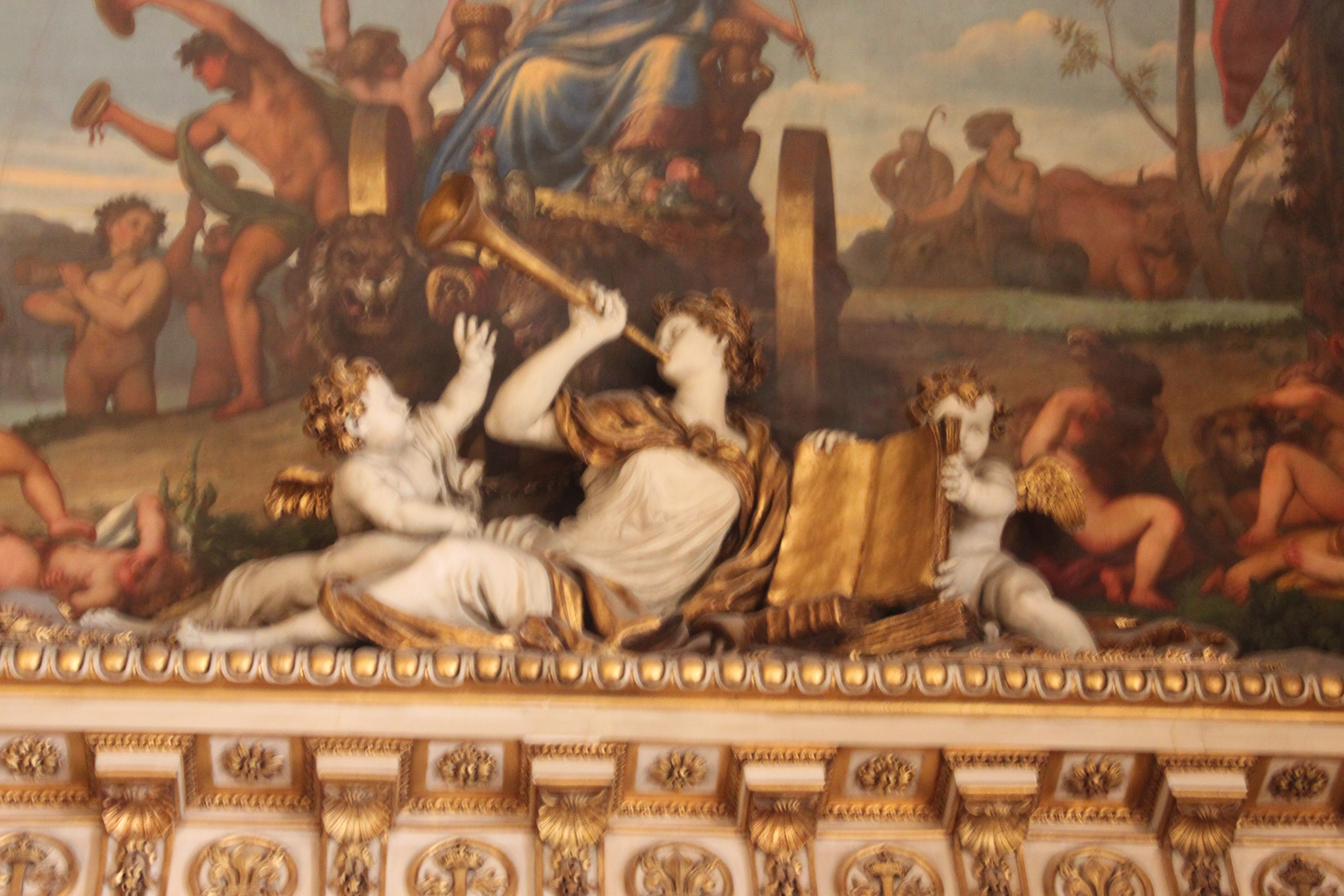
Repère 5 : Gaspard Marsy, Calliope (1663-1665).
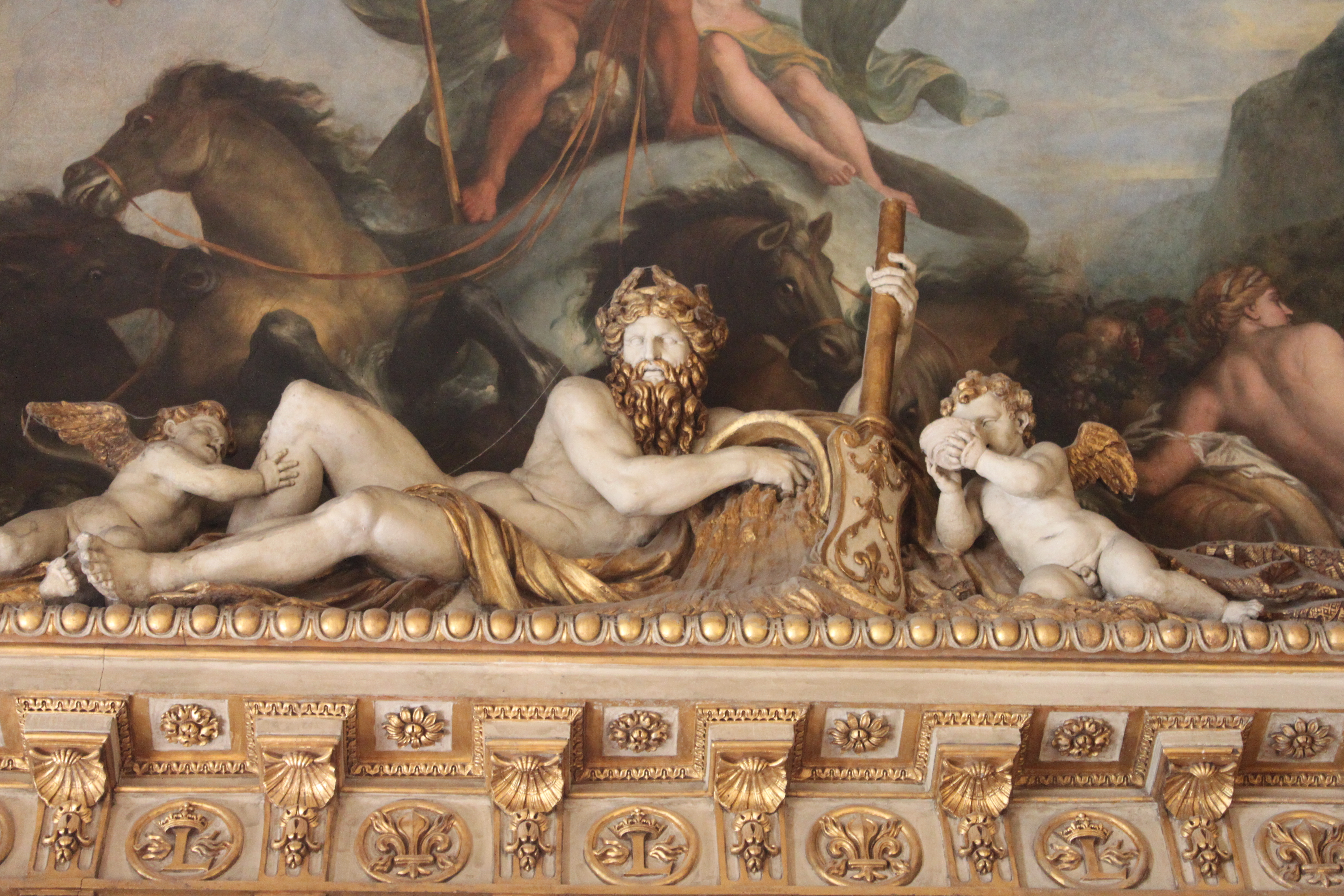
Repère 6 : François Girardon, L’Hippocrène fleuve du Parnasse (1665).
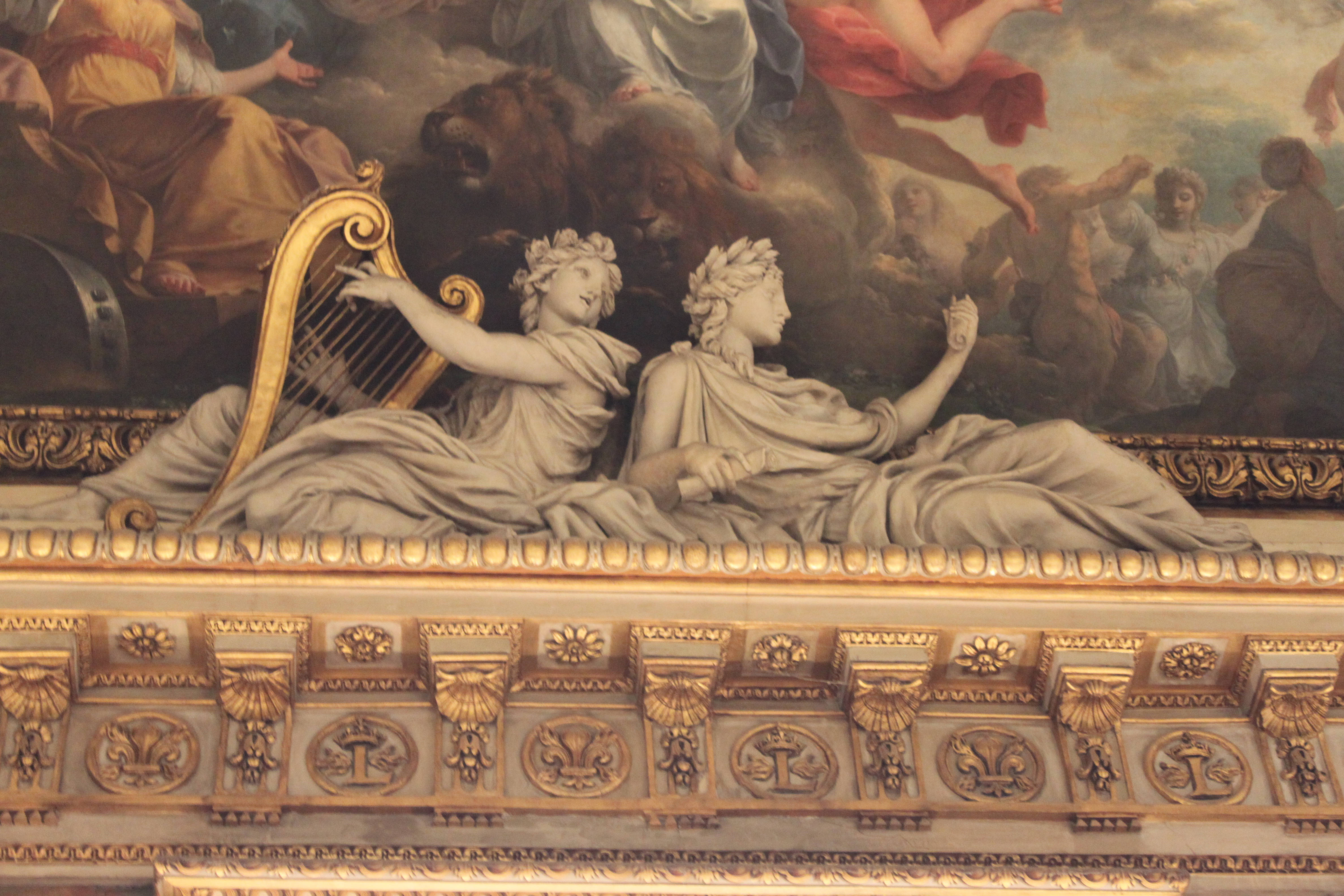
Repère 7 : Balthazar Marsy, Terpsichore et Polymnie (1663-1665).
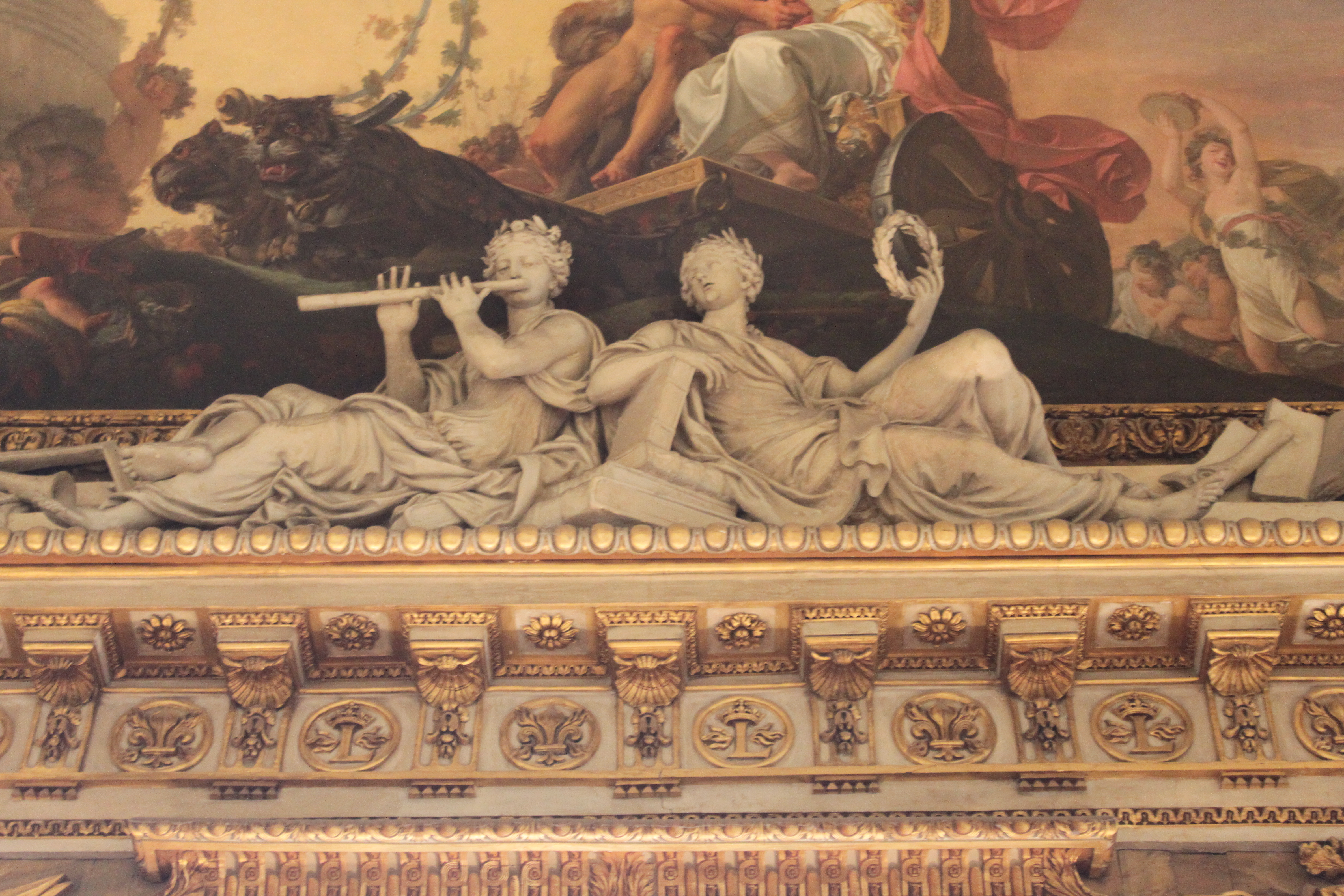
Repère 8 : Thomas Regnaudin, Euterpe et Clio (1663-1665).
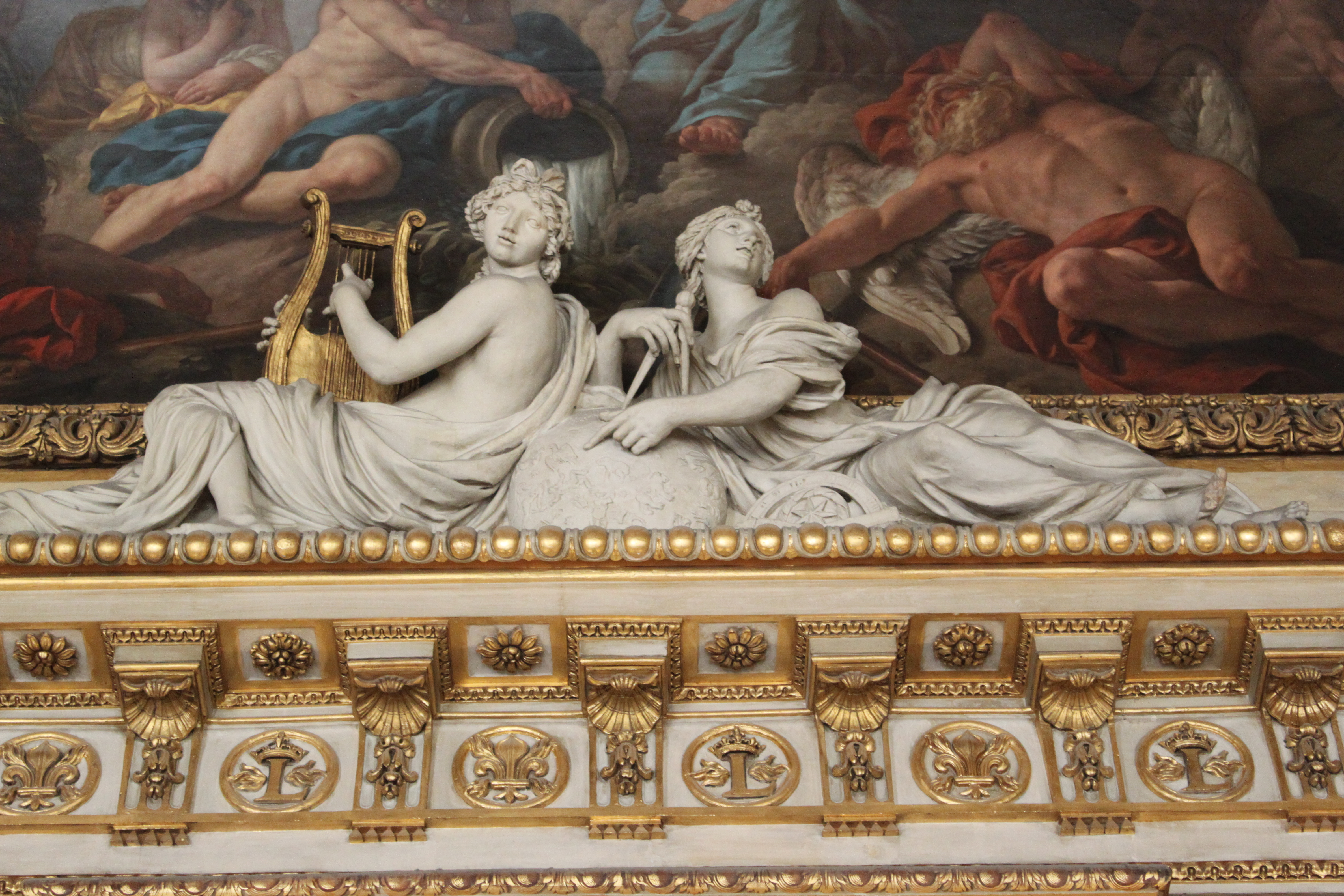
Repère 9 : Gaspard Marsy, Erato et Uranie (1663-1665).
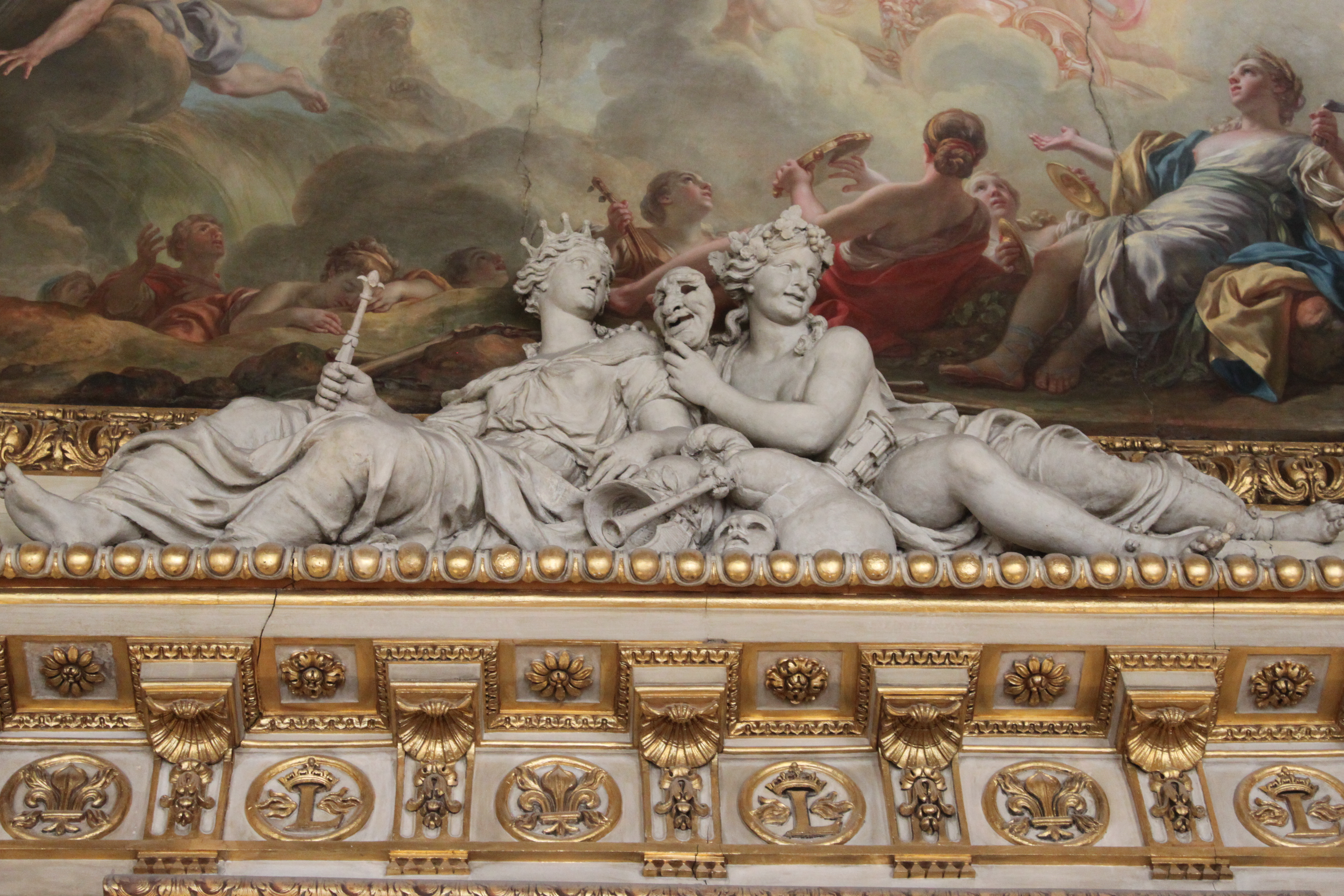
Repère 10 : François Girardon, Melpomène et Thalie (1663-1665).

### Les tapis
Sur la base de cartons établis par Le Brun, treize tapis de haute lisse furent commandés à la Manufacture de la Savonnerie, alors dirigée par Simon Lourdet (vers 1590-1667), dans le but de recouvrir la totalité du plancher de la Galerie. Longs de plus de neuf mètres (correspondant à la largeur de la Galerie), ils reprenaient la composition en compartiments du plafond, en particulier, en leur centre, la forme des compartiments à grotesques, renforçant ainsi l’unité de l’ensemble. Ces tapis ont été livrés en 1667. Ils sont aujourd’hui, soit disparus, soit dispersés : deux fragments du grand tapis central sont conservés, l’un à Notre-Dame de Paris, l’autre aux Gobelins. Trois exemplaires sont au musée du Louvre et au Mobilier national.
Sur le tapis conservé au Louvre (département des Objets d'art, aile Sully, premier étage, salle 604), on peut comparer la partie centrale du tapis avec les compartiments à grotesques (voir ci-dessous) :

Un des tapis de la Galerie d'Apollon, comparaison avec les compartiments des grotesques du plafond
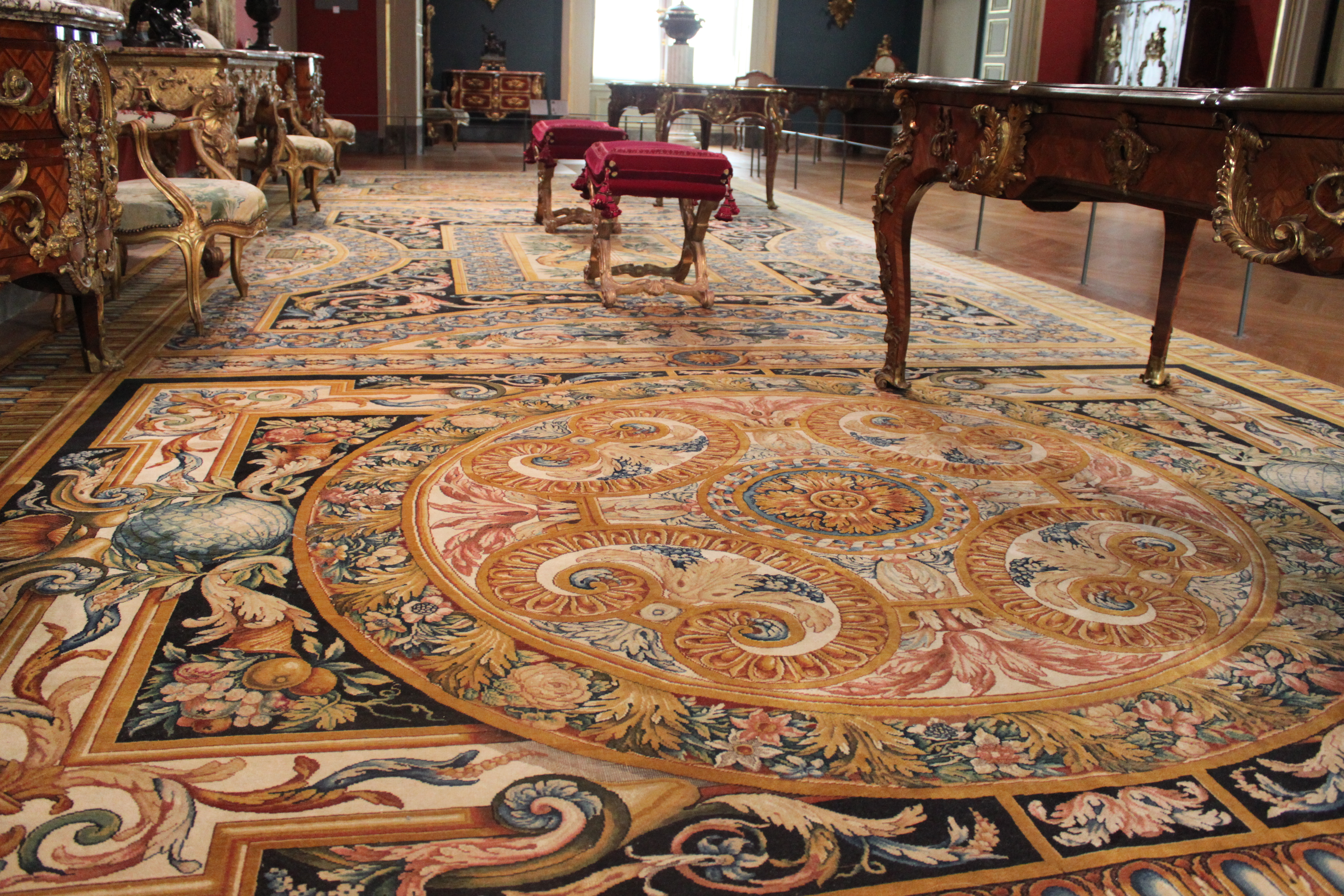
Tapis de la Manufacture de la Savonnerie (1664-1667), d'après Charles Le Brun, fabriqué pour la Galerie d'Apollon.
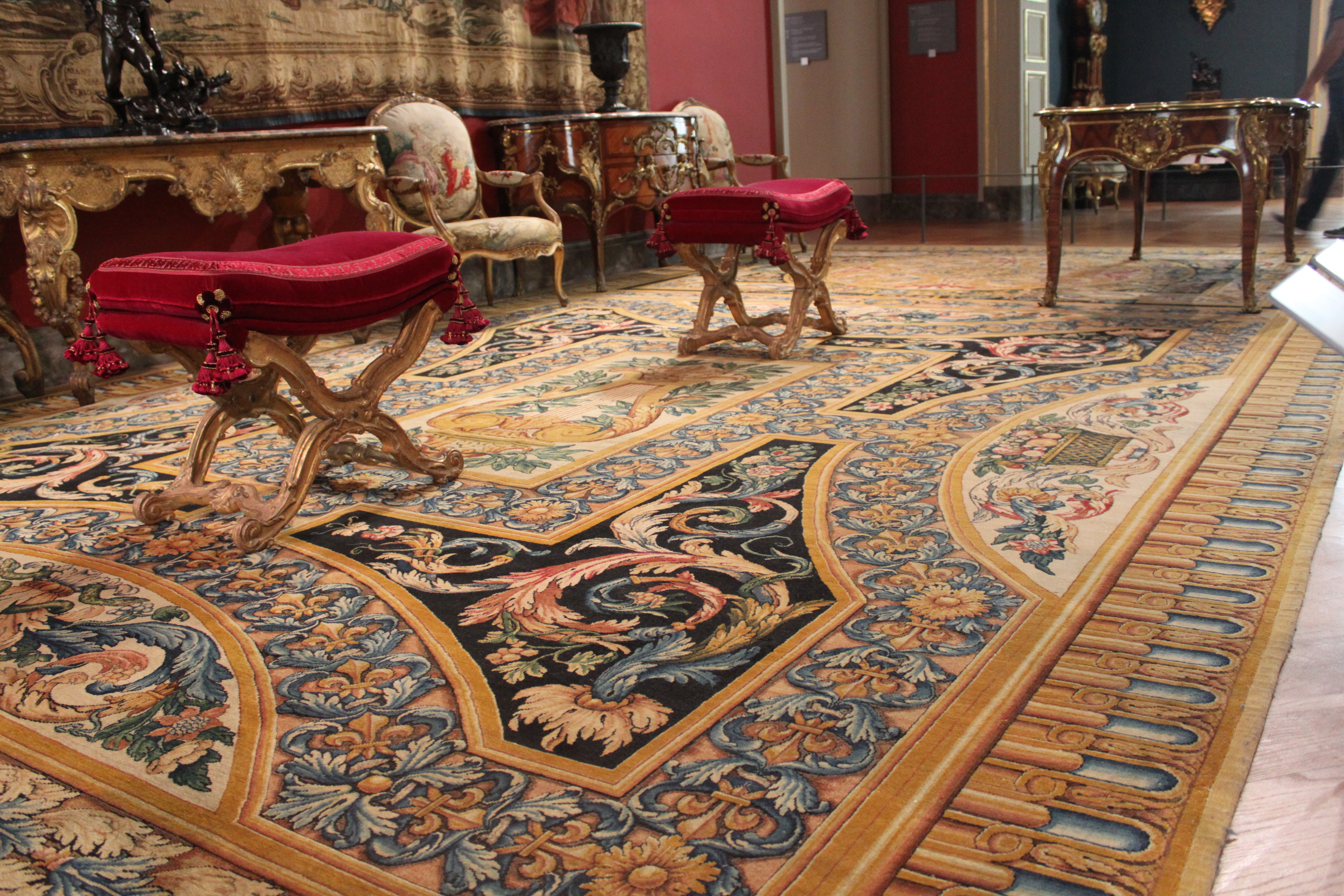
Partie centrale du tapis, permettant la comparaison avec un compartiment à grotesques du plafond de la galerie d'Apollon.
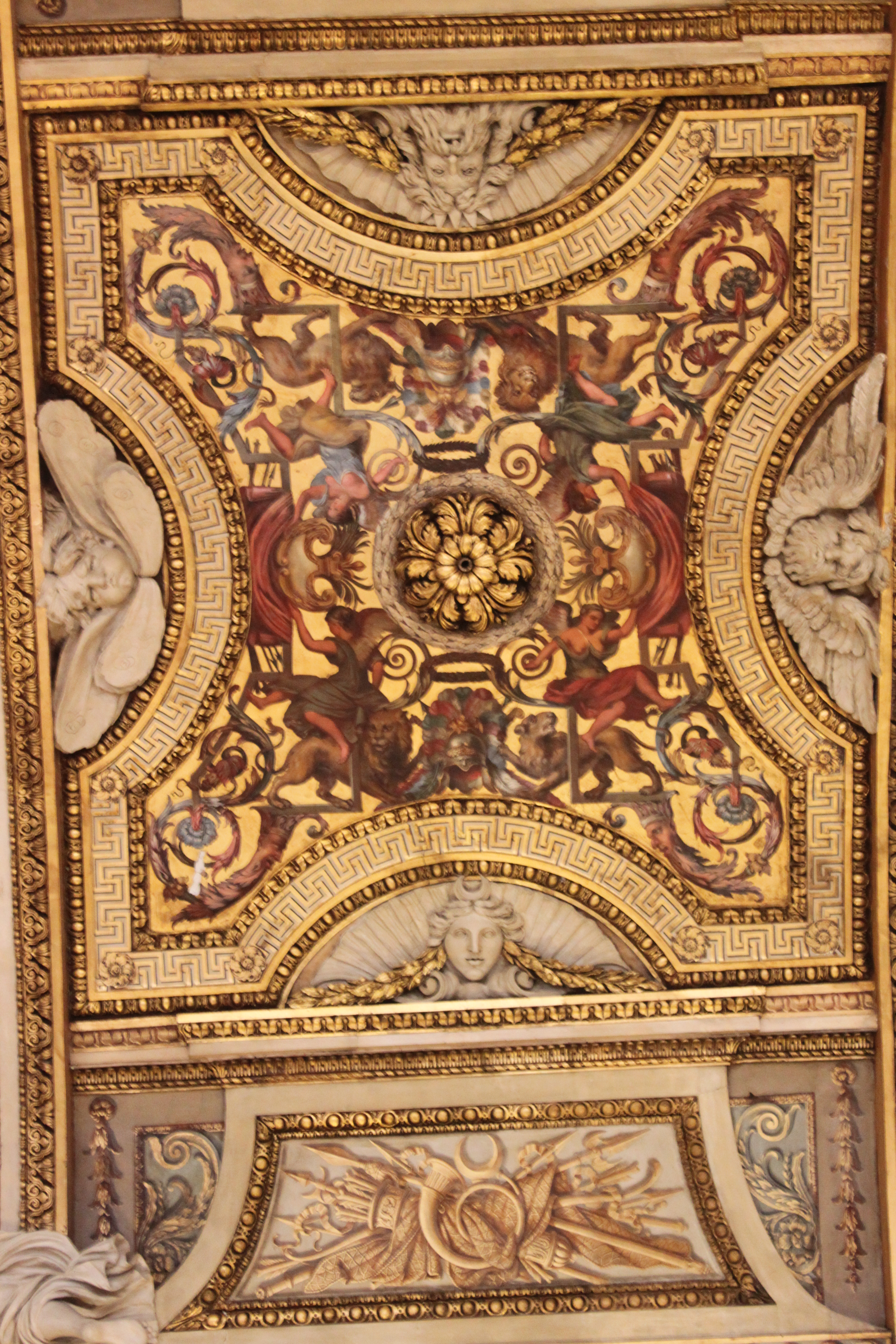
L'avant-dernier compartiment à grotesques en partant du côté nord.

### L'abandon du chantier
En 1679, Louis XIV quittant le Louvre pour Versailles, le chantier est arrêté.

## LeXVIIIesiècleet les peintres de l'académie (1769-1781)
L'Académie royale de peinture et de sculpture, installée au Louvre en 1692, entreprend rapidement de combler les vides du plafond, encore inachevé. Ainsi, celui-ci sert notamment à la peinture des « morceaux de réception », grâce auxquels les nouveaux membres intégraient l'académie. Le travail devant porter sur le thème des saisons et de L'Étoile du matin, le plafond sera complété par les œuvres de Jean-Hugues Taraval (L’Automne ou Le Triomphe de Bacchus et d’Ariane, 1769), Louis Durameau (L'Été ou Cérès et ses compagnes implorant le soleil, 1774), Jean-Jacques Lagrenée le jeune (L’Hiver ou Éole déchaînant les vents qui couvrent les montagnes de neige, 1775), Antoine François Callet (Le Printemps ou Zéphyr et Flore couronnant Cybèle, 1780-1781), Antoine Renou (L'Étoile du matin ou Castor, 1781).

## L'œuvre de Félix Duban (1848-1854)

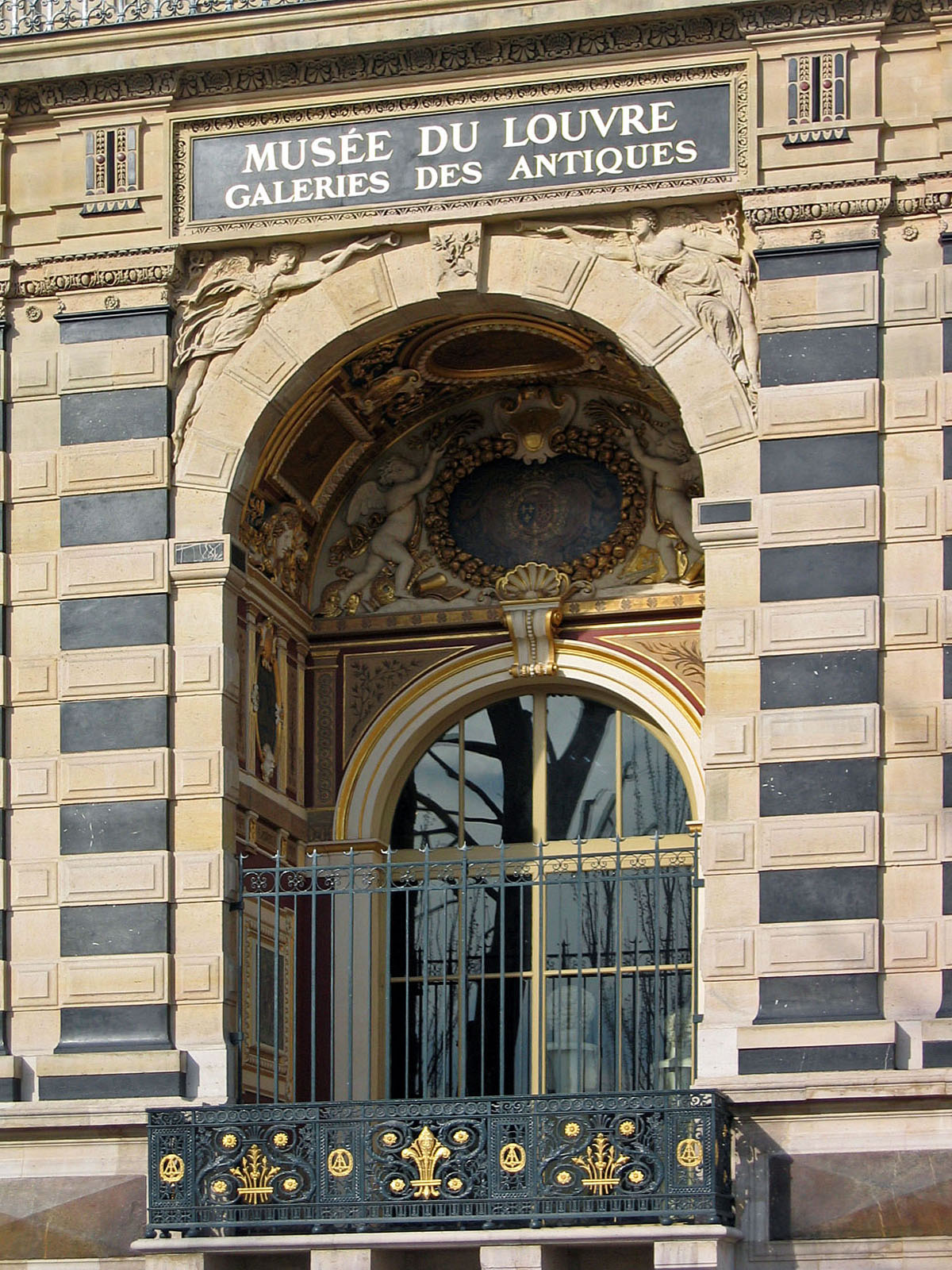
Balcon Charles IX.

En 1848, la restauration de la galerie est confiée à l'architecte Félix Duban. Il s'emploie avec succès à rétablir la cohésion de la structure très fragilisée, particulièrement du côté de la Seine. Duban renforce les points affaiblis ou fissurés de la voûte en berceau.

### Les peintures
Il commande notamment trois toiles, laissées à l'état de croquis par Le Brun, aux plus grands peintres contemporains : Delacroix (Apollon terrassant le serpent Python) , Muller (Aurore) et Guichard (Triomphe de la Terre ou de Cybèle).

### La ferronnerie
Il confie au ferronnier d'art, Pierre Boulanger, la restauration des grilles en fer forgé du balcon de Charles IX.

### Les tapisseries
Vingt-huit portraits de souverains et d'artistes ornent les lambris de la Galerie, sous forme de tapisseries provenant de la manufacture nationale des Gobelins. Ils ont fait l'objet d'une étude par Duban mais sont réalisés entre 1851 et 1861, donc après son départ. Ils représentent des artistes ou hommes d'État qui ont concouru, d’une manière ou d’une autre, à l’édification du Louvre et des Tuileries.
Les 28 tapisseries mesurent 2,16 m de haut et 1,33 m de large, sauf les 4 tapisseries représentant des souverains au centre de la galerie (2,28 × 2,40 m). Les personnages représentés sont : 
- 11 architectes :
  - Pierre Chambiges (mort en 1544)[Note 10]
  - Philibert Delorme (1510-1570)[Note 11]
  - Jean Bullant (vers 1515-1578)[Note 12]
  - Pierre Lescot (1515-1578)[Note 13]
  - Étienne Dupérac (vers 1520-1604)[Note 14]
  - Jacques II Androuet du Cerceau  (1550-1614)[Note 15]
  - Jacques Lemercier (1585-1654)[Note 16]
  - Claude Perrault (1613-1688)[Note 17]
  - Jules Hardouin-Mansart (1646-1708)[Note 18]
  - Pierre-François-Léonard Fontaine (1762-1853)
  - Louis Visconti (1791-1853)[Note 19]

- 7 sculpteurs :
  - Jean Goujon (vers 1510-vers 1566)[Note 20]
  - Germain Pilon (1528-1590)[Note 21]
  - Jacques Sarrazin (1592-1660)[Note 22]
  - Michel Anguier (1612-1686)[Note 23]
  - François Girardon (1628-1715)[Note 24]
  - Antoine Coysevox (1640-1720)[Note 25]
  - Guillaume Coustou (1677-1746)[Note 26]

- 5 peintres :
  - Nicolas Poussin (1594-1665)[Note 27]
  - Giovanni Francesco Romanelli (1610-1662)[Note 28]
  - Pierre Mignard (1612-1695)[Note 29]
  - Eustache Le Sueur (1616-1655)[Note 30]
  - Charles Le Brun (1619-1690)[Note 31]

- 1 jardinier :
  - André Le Nôtre  (1613-1700)[Note 32]

- 4 souverains[Note 33] :
  - Philippe Auguste[Note 34]
  - François Ier[Note 35]
  - Henri IV (1553-1610)[Note 36]
  - Louis XIV (1638-1715)[Note 37]

Sélection de tapisseries de la Galerie d'Apollon
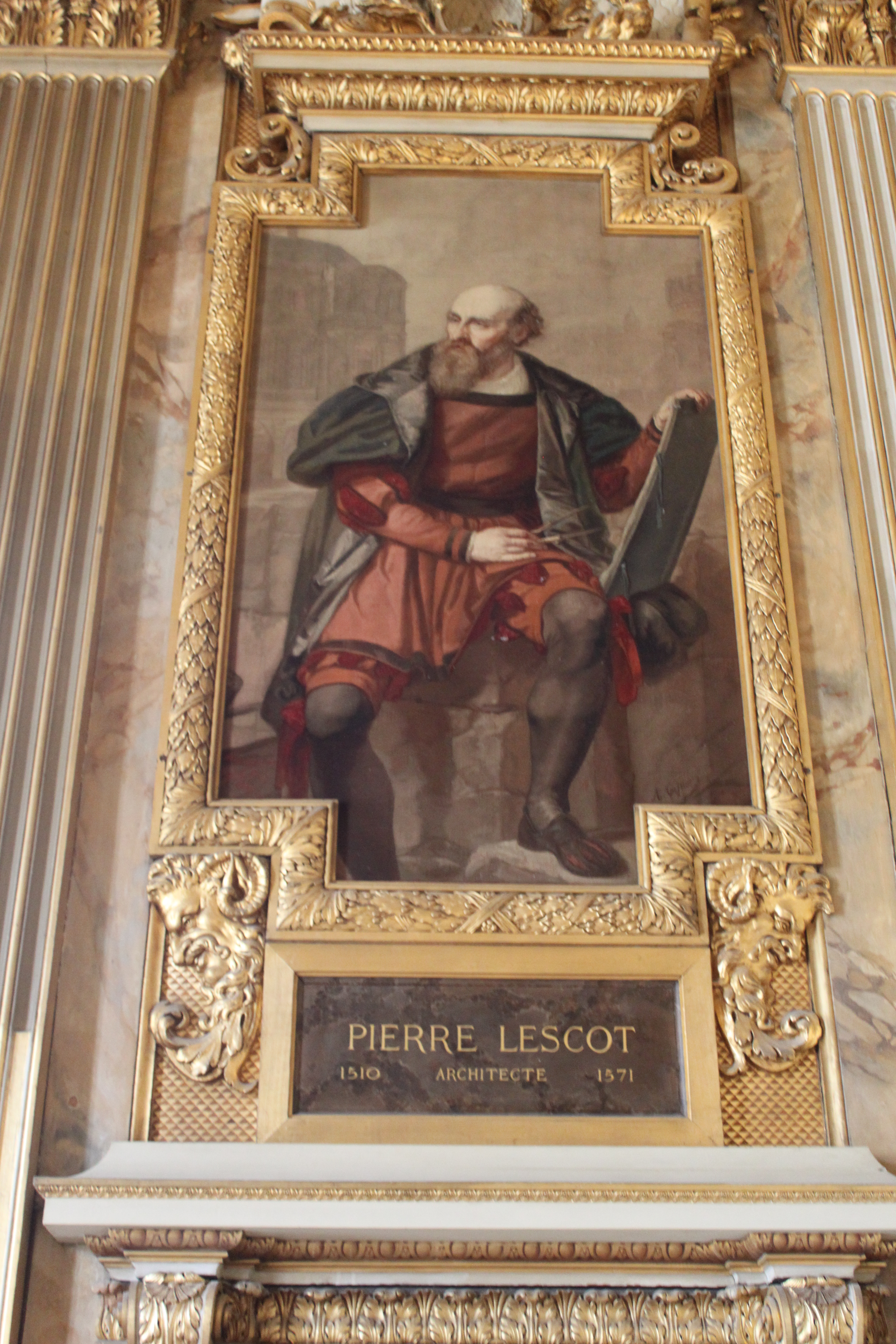
Pierre Lescot.
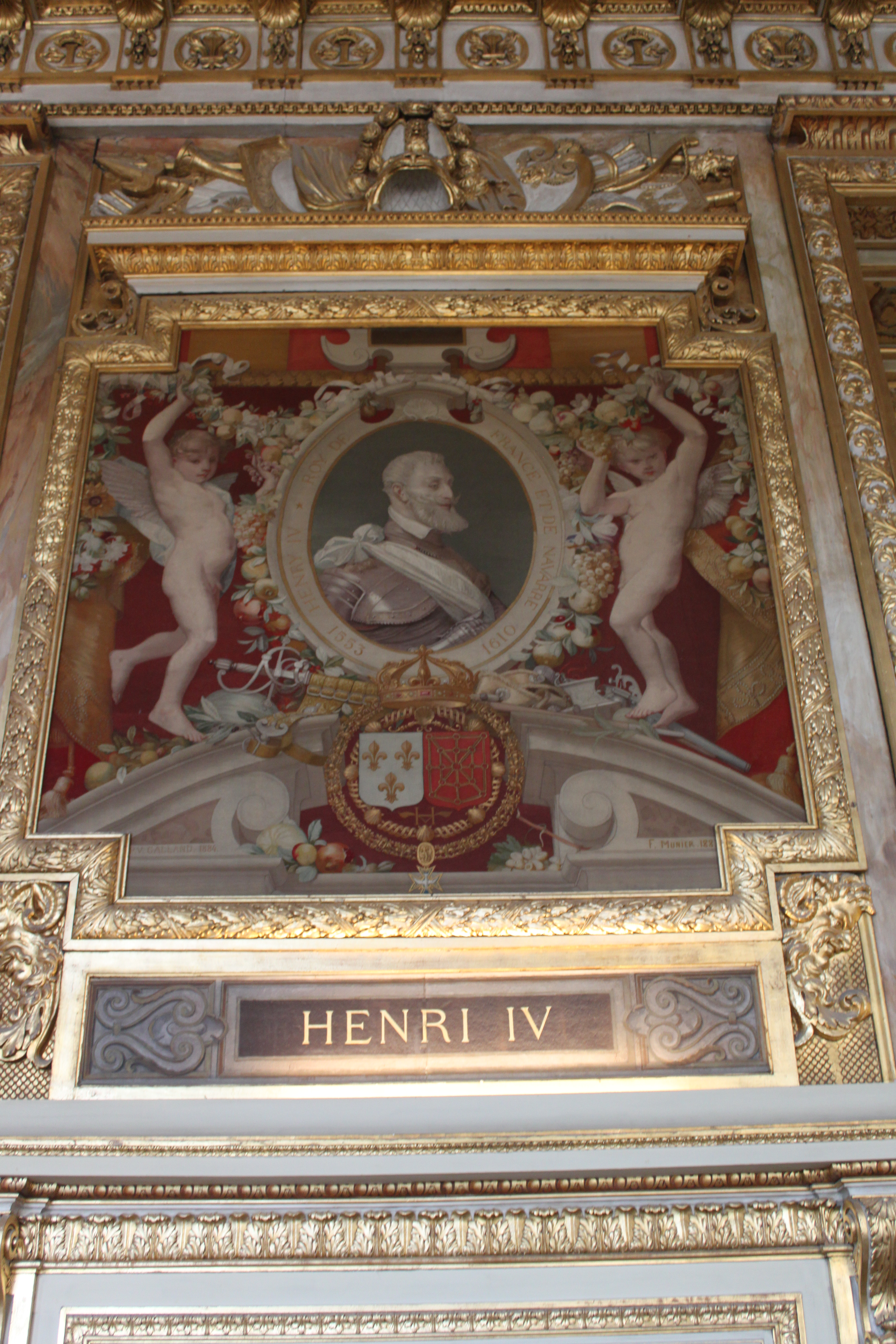
Henri IV.
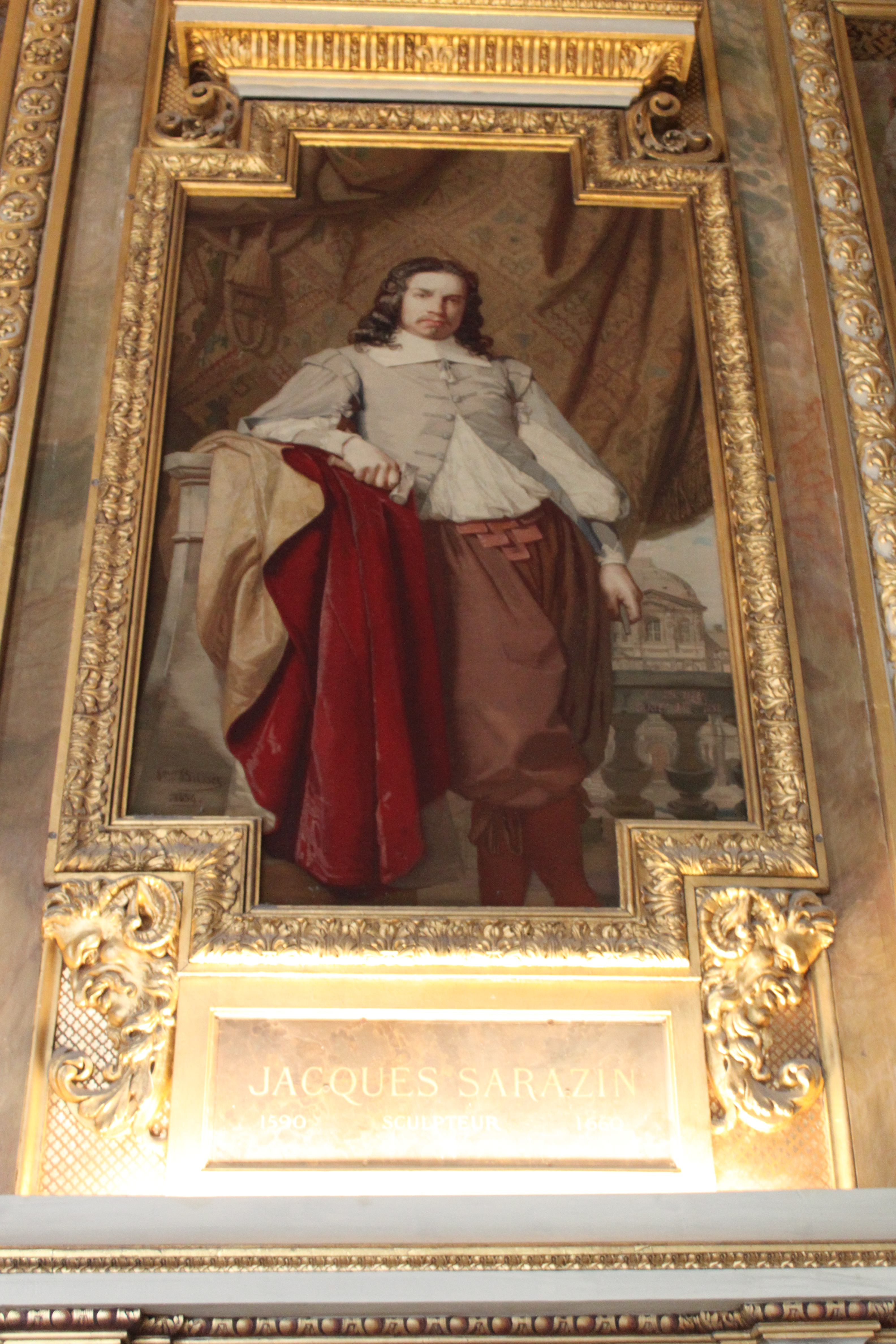
Jacques Sarrazin.
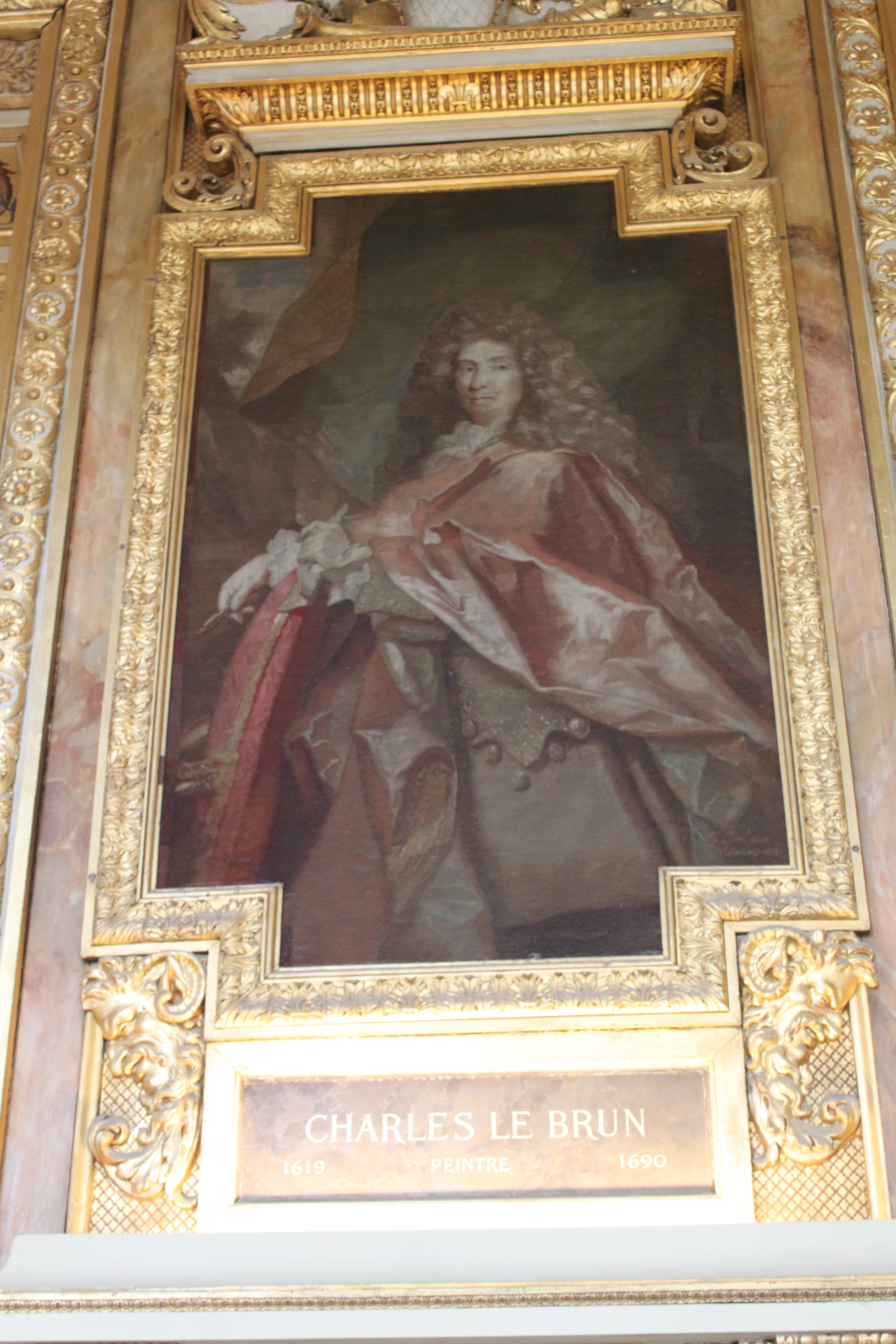
Charles Le Brun.

L'inauguration a lieu le 5 juin 1851, avant l'achèvement du travail de Delacroix. Ce chantier très délicat lance véritablement la carrière de Duban qui est nommé pour de longues années, à la suite et aussi grâce à François Debret, architecte de l'École des beaux-arts de Paris.

## La restauration de 2002-2004
Entre 2002 et 2004, la galerie est restaurée par plus de 50 restaurateurs. L'objectif de l'intervention est d'harmoniser les œuvres entre elle. Elles présentent divers degrés de dégradation, rendant l'ensemble disparate. Le parti est pris d'une restauration plutôt illusionniste qu'archéologique.La restauration a vocation à se rapprocher au maximum de l'état du XIXe siècle après le chantier de Félix Duban, considéré l'état le plus complet.  

## La Galerie d'Apollon aujourd'hui
Le plafond est aujourd'hui un ensemble hétérogène par les périodes d'exécution mais homogène dans sa présentation. 

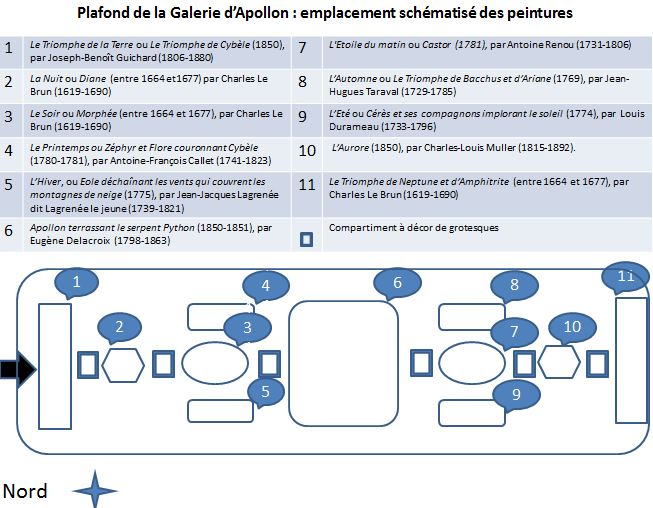
Image centrée.

Le plafond de la Galerie d'Apollon
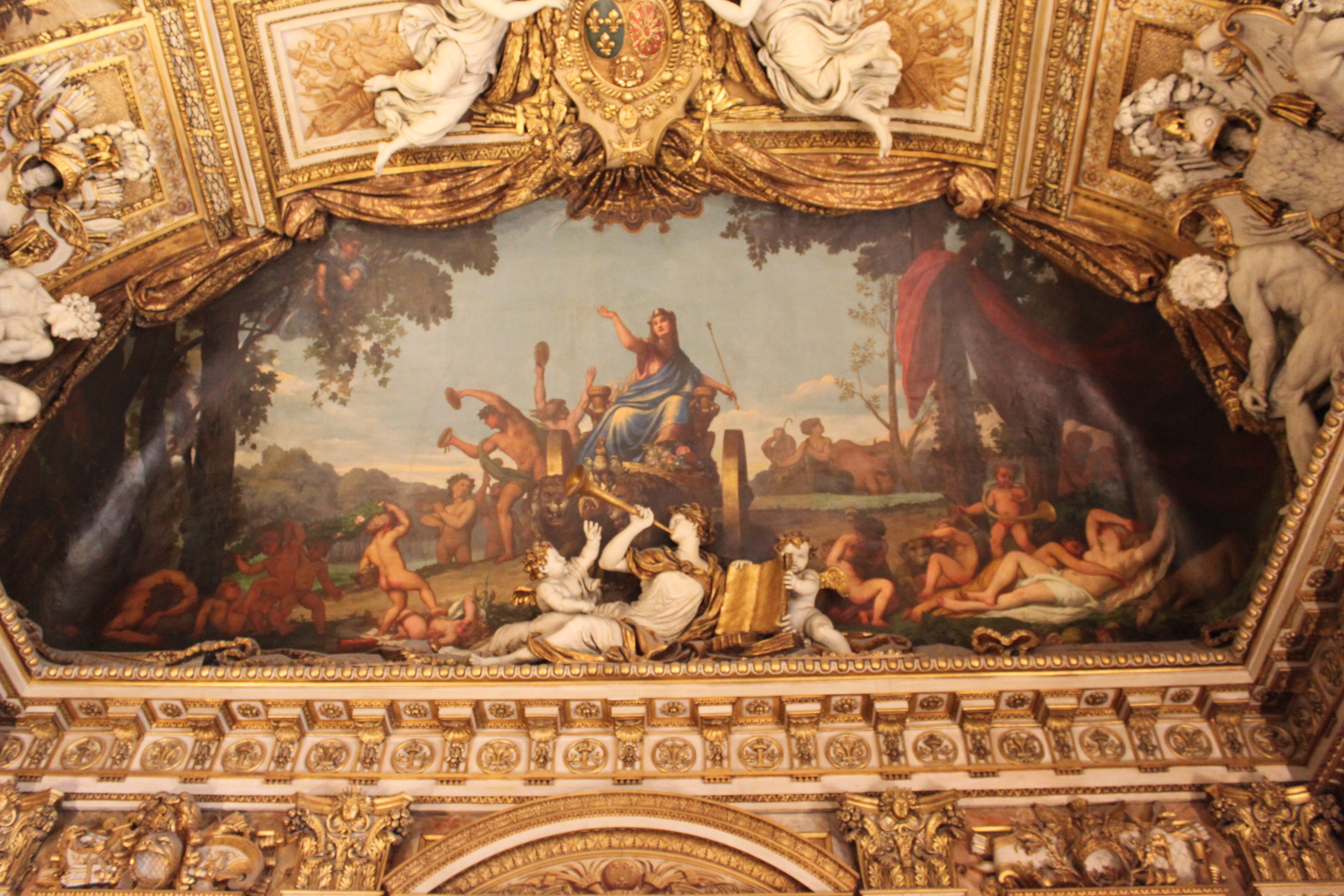
Repère 1 : Joseph-Benoît Guichard, Le Triomphe de la Terre ou Le Triomphe de Cybèle (1850).
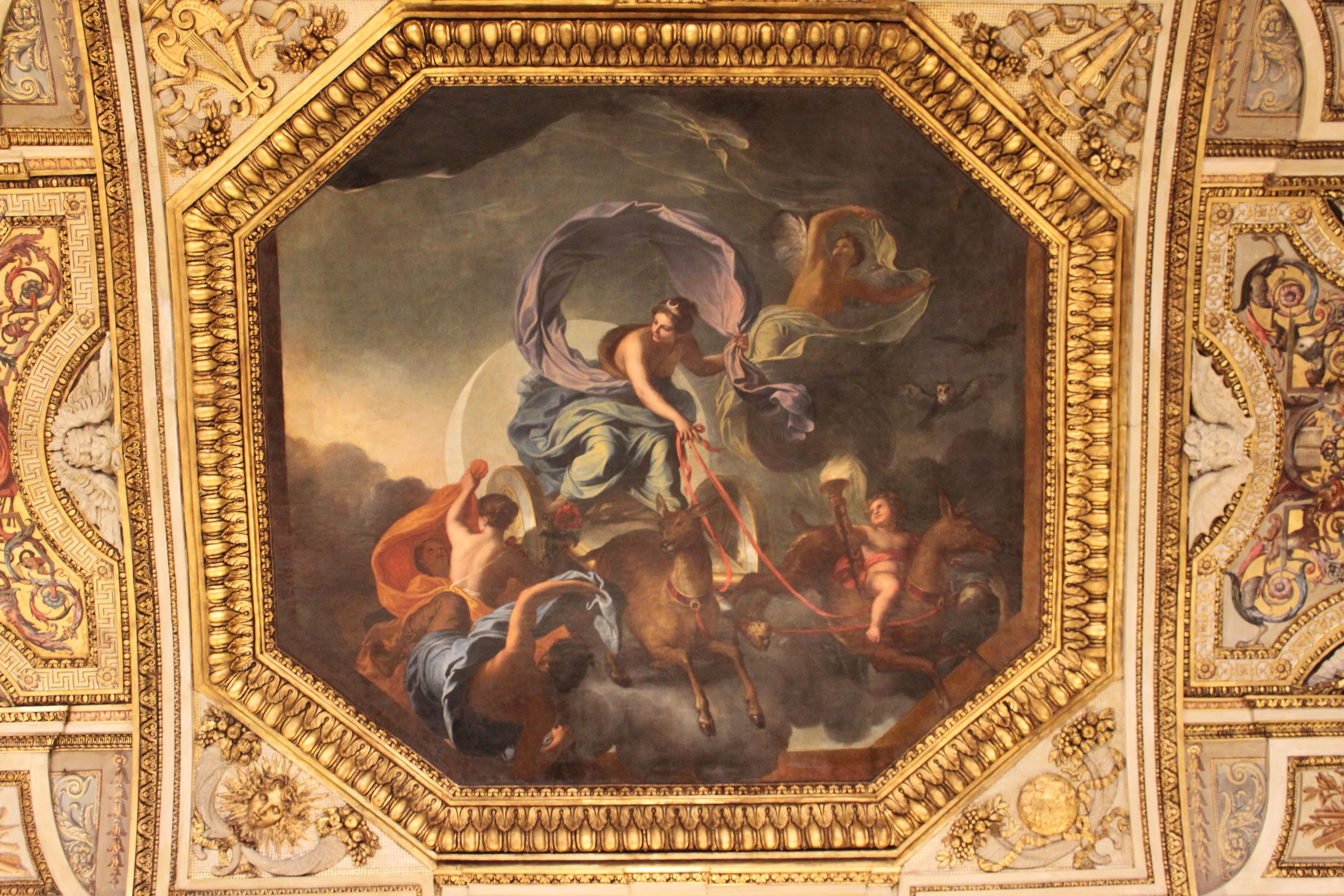
Repère 2 : Charles Le Brun, La Nuit ou Diane (entre 1664 et 1667).
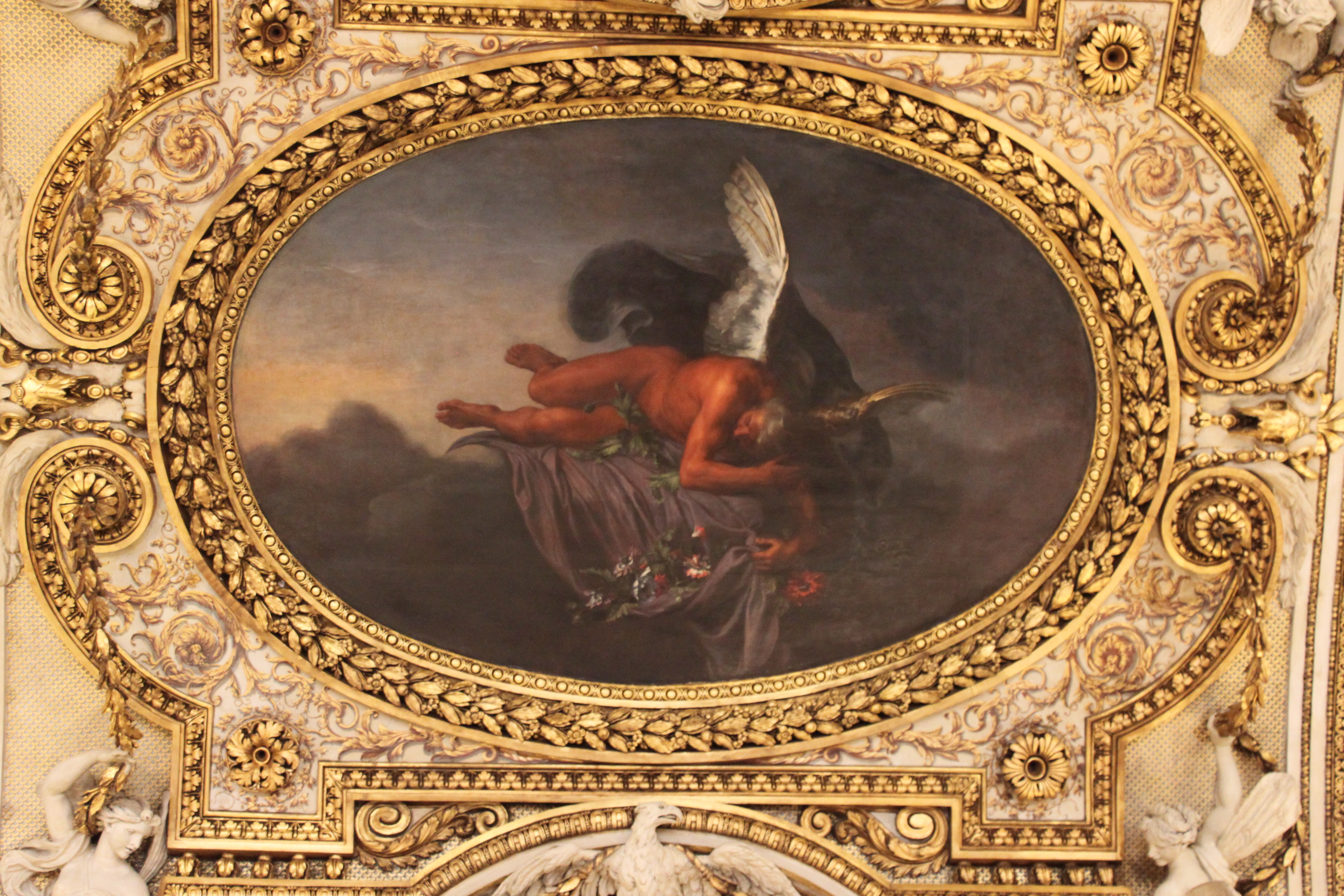
Repère 3 : Charles le Brun, Le Soir ou Morphée (entre 1664 et 1667).
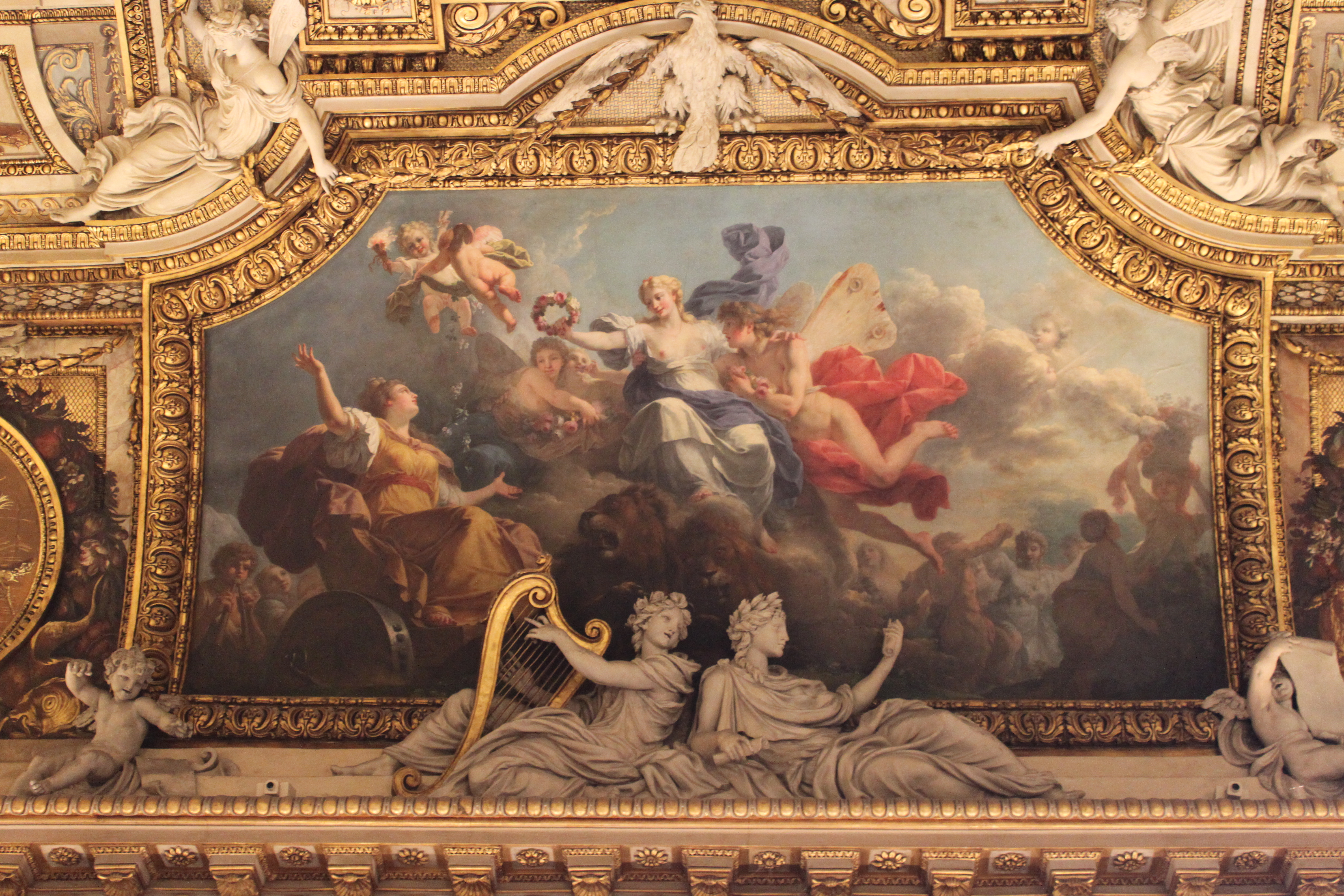
Repère 4 : Antoine-Francois Callet, Le Printemps ou Zéphyr et Flore couronnant Cybèle (1780-1781).
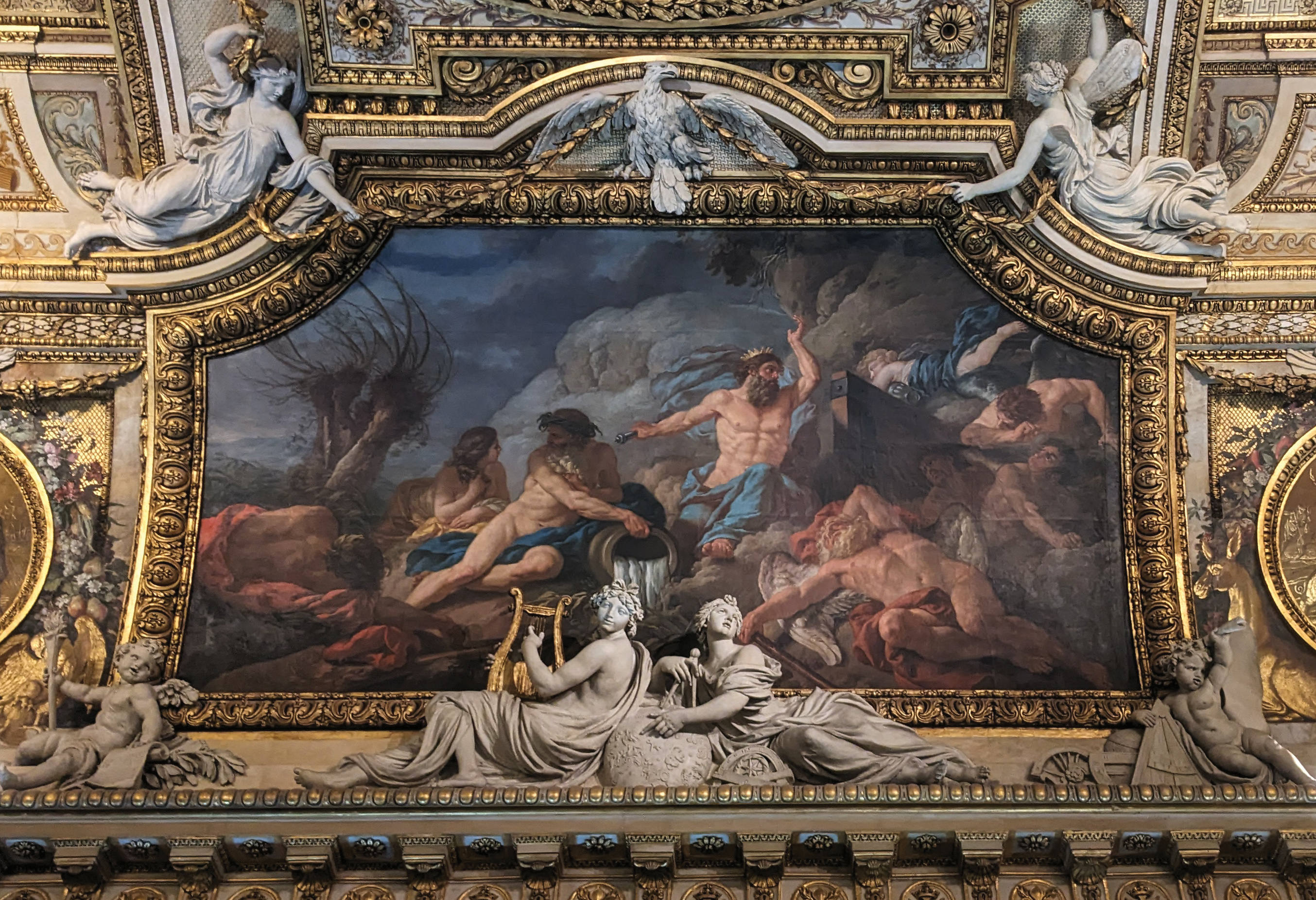
Repère 5 : Jean-Jacques Lagrenée, L’Hiver, ou Éole déchaînant les vents qui couvrent les montagnes de neige (1775).
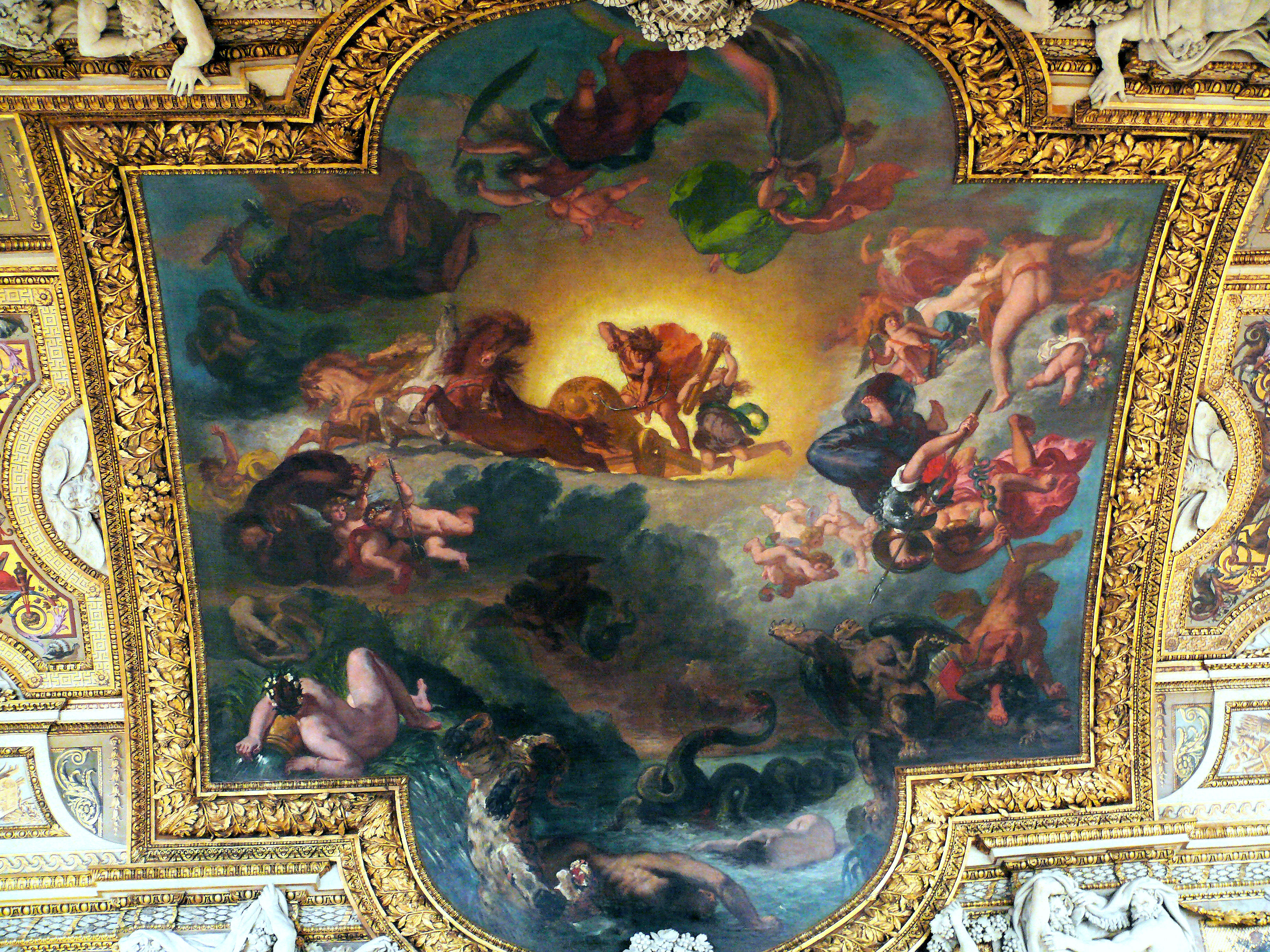
Repère 6 : Eugène Delacroix, Apollon terrassant le serpent Python (1850-1851).
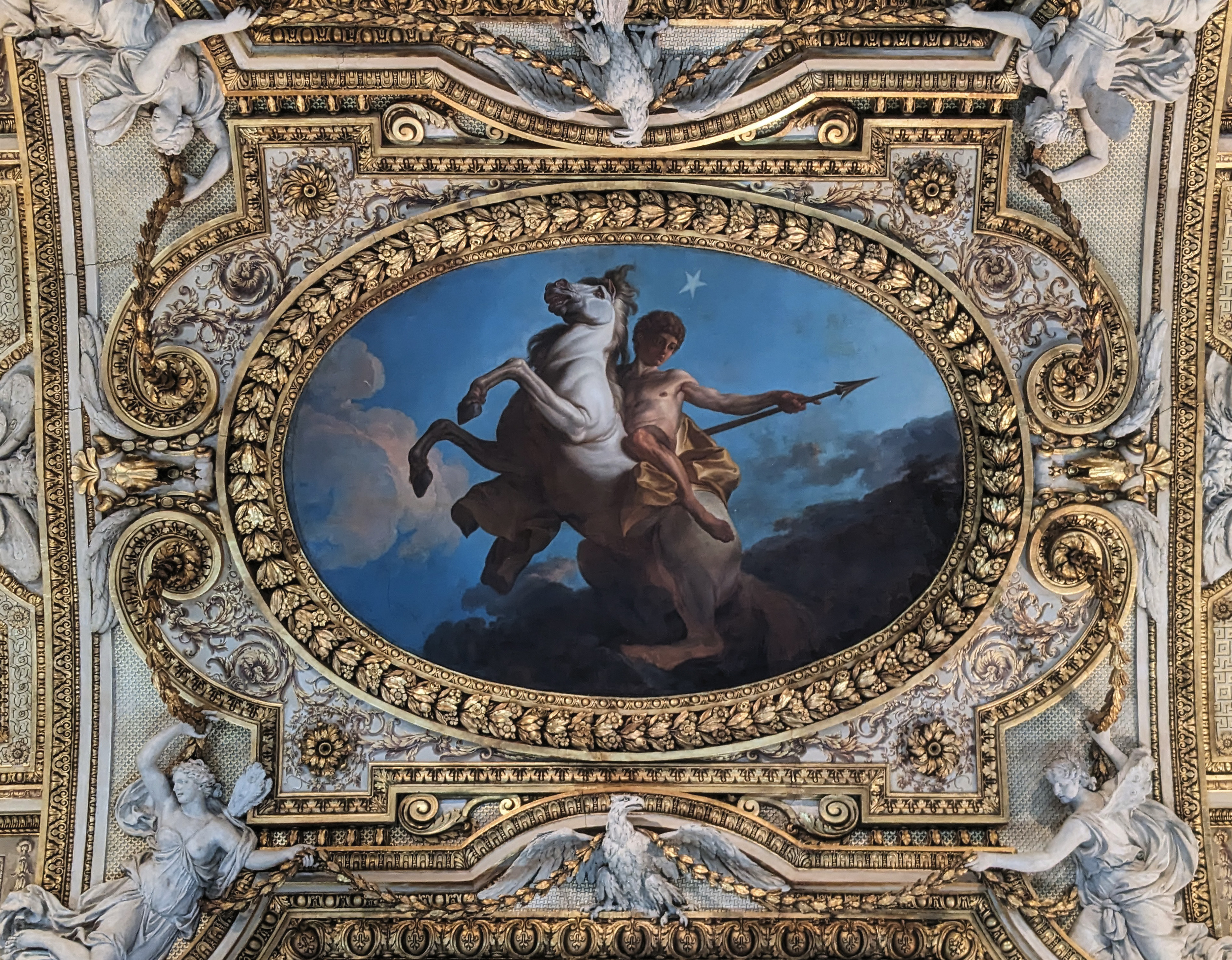
Repère 7 : Antoine Renou, L'Étoile du matin ou Castor (1781).
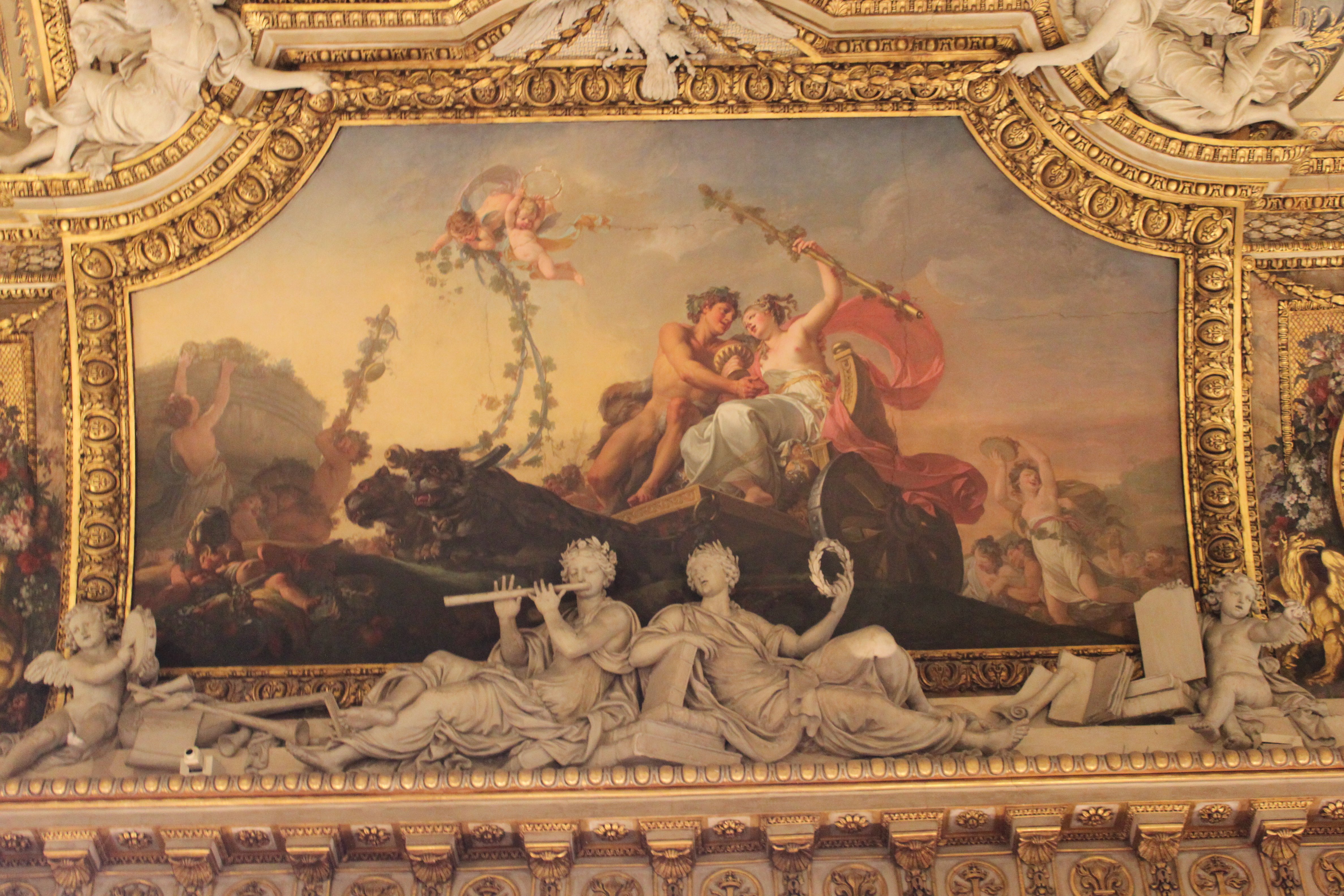
Repère 8 : Hugues Taraval, L’Automne ou Le Triomphe de Bacchus et d’Ariane (1769).
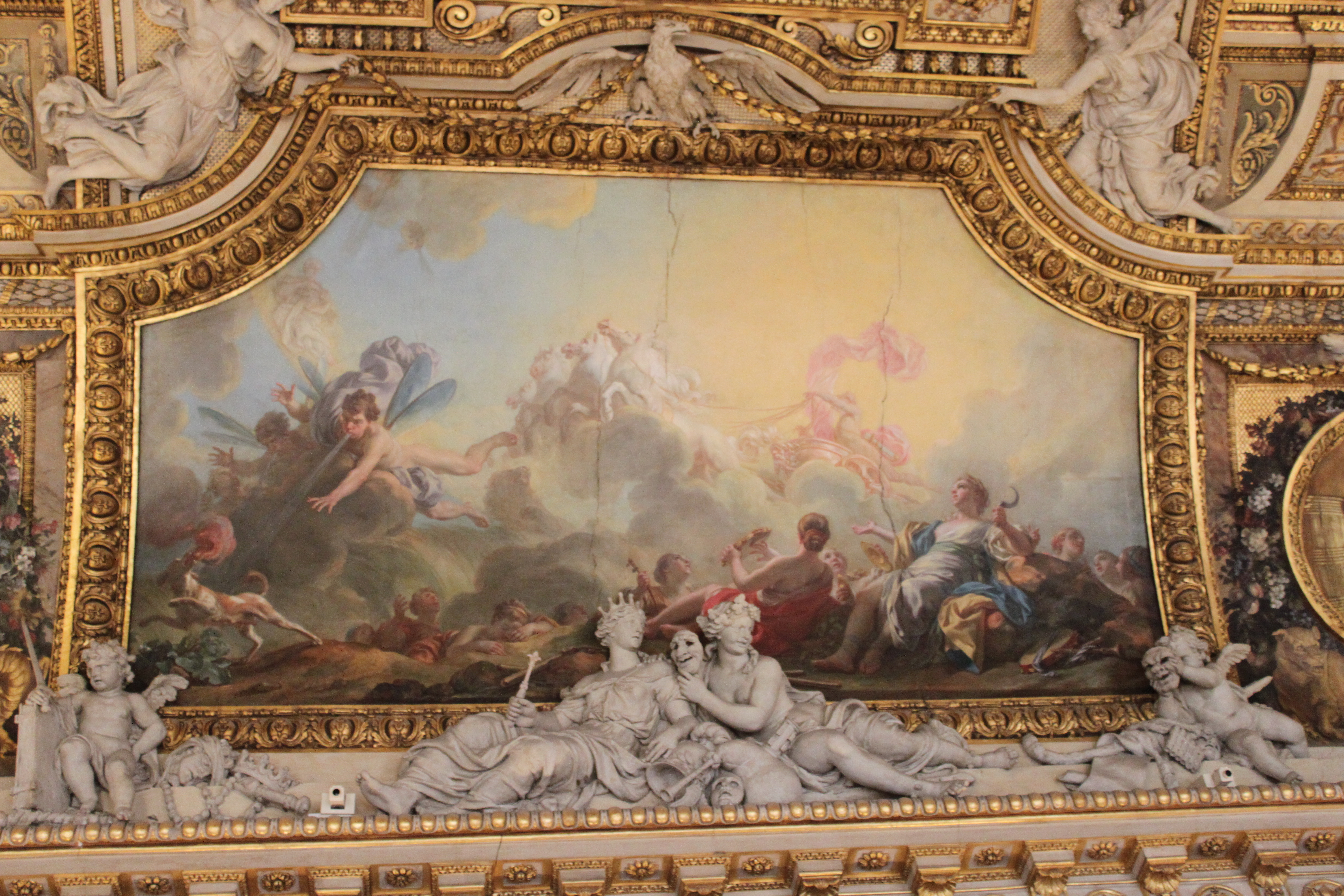
Repère 9 : Louis-Jacques Durameau, L'Été ou Cérès et ses compagnes implorant le soleil (1774).
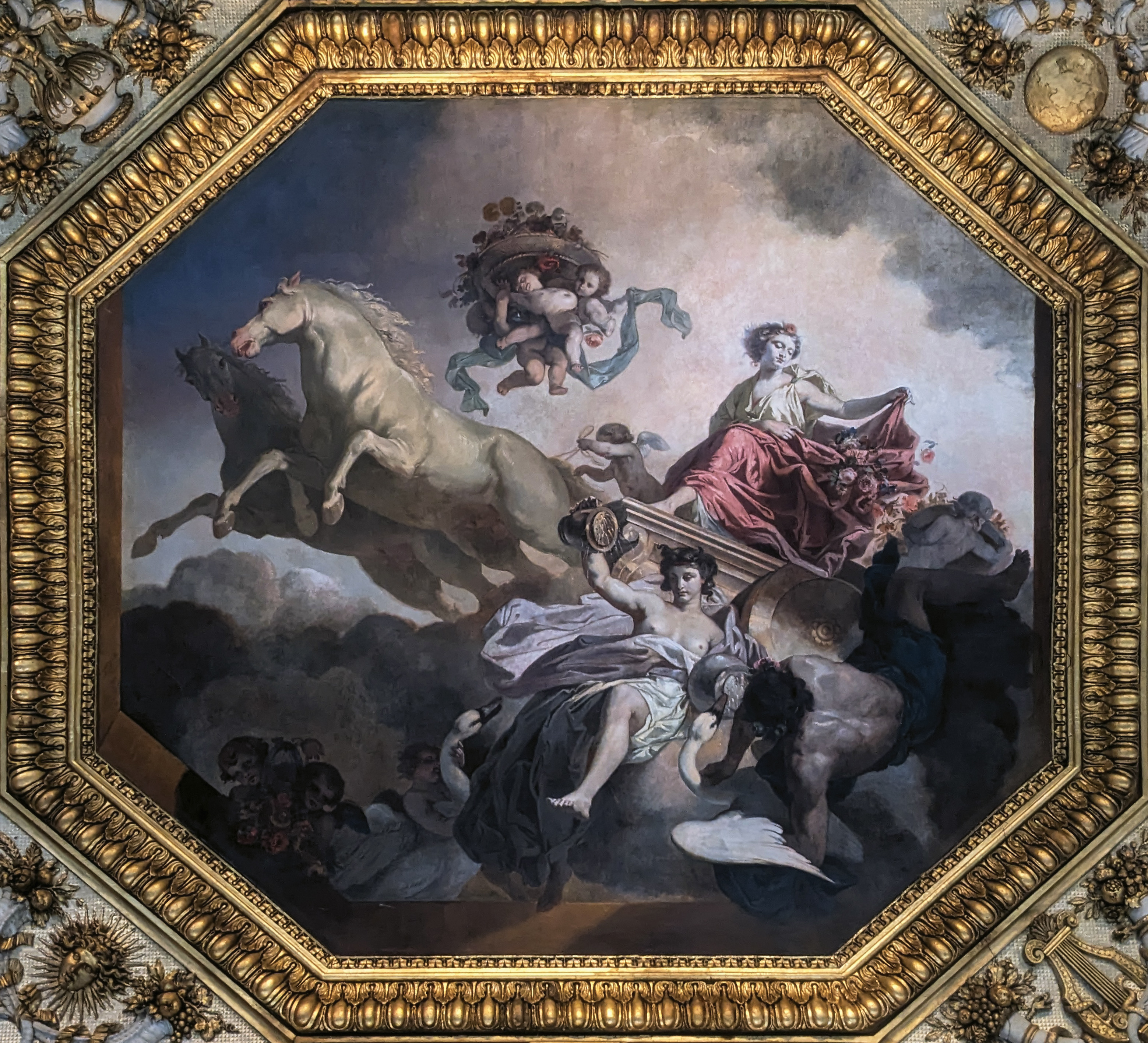
Repère 10 : Charles-Louis Muller, L’Aurore (1850).
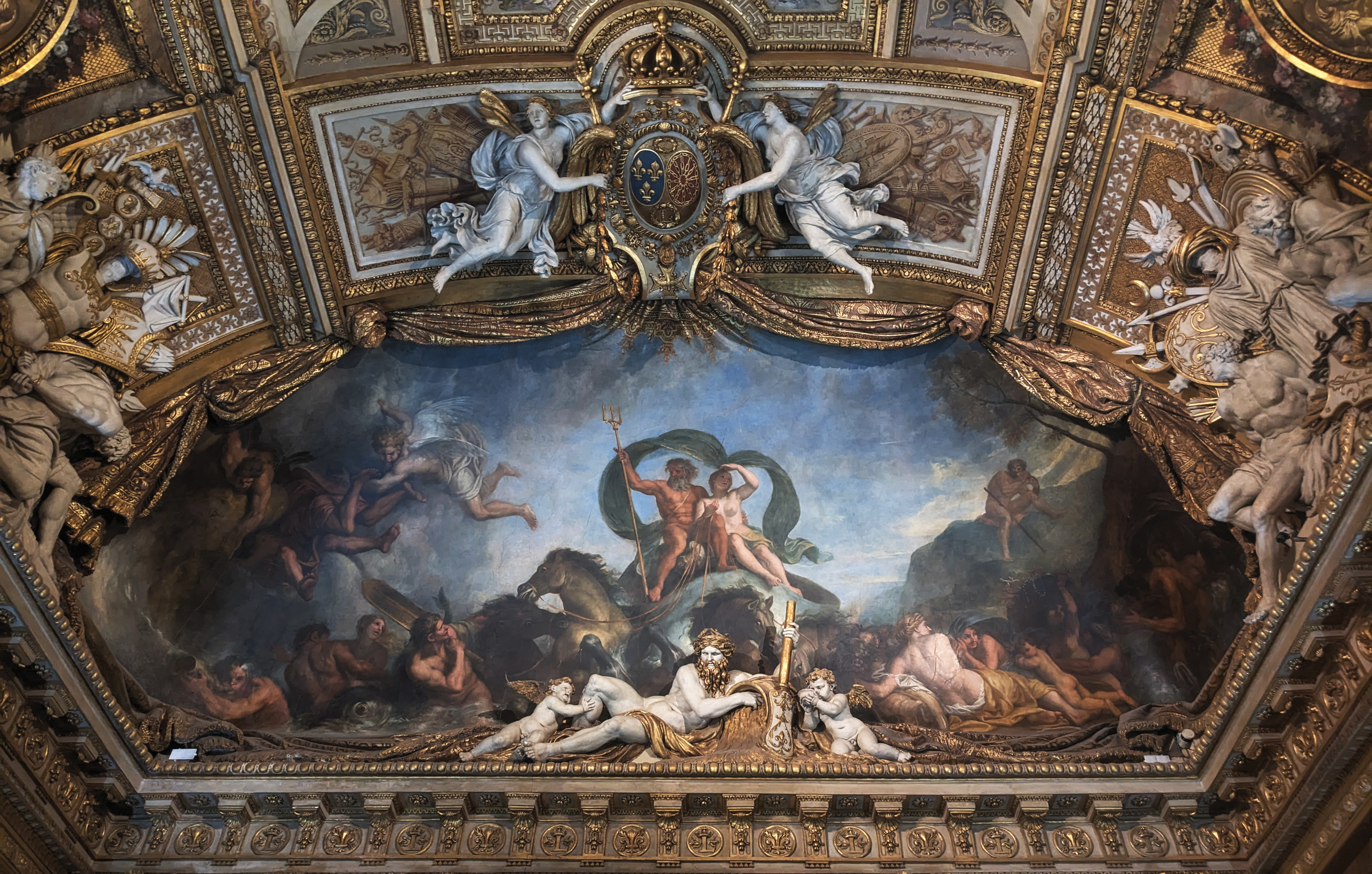
Repère 11 : Charles Le Brun, Le Triomphe de Neptune et d'Amphitrite (entre 1664 et 1677).
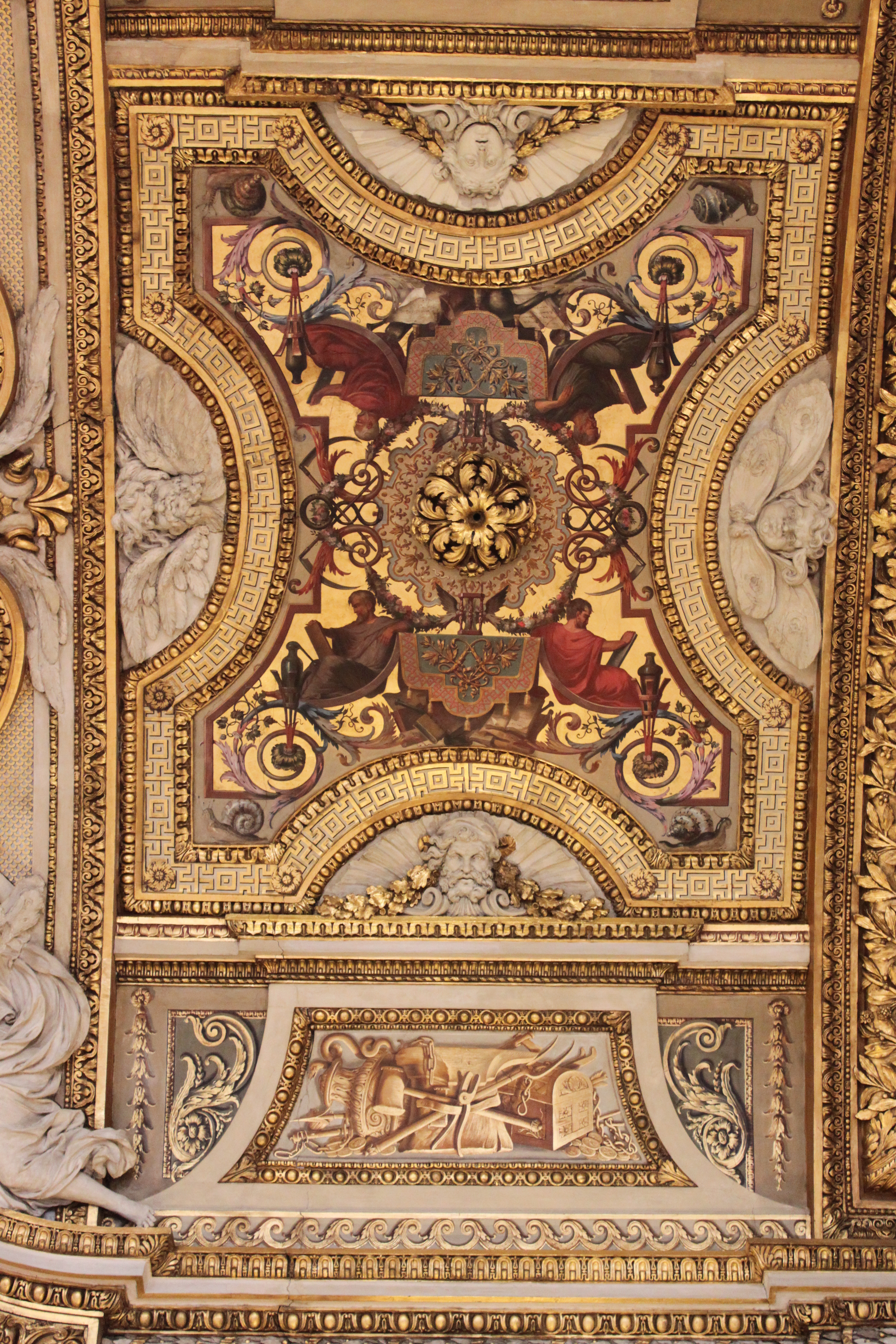
L'un des six grotesques ornant le plafond, le troisième à partir du côté nord (entrée).

## Un lieu d'exposition pour des objets d'art
La Galerie d'Apollon abrite une partie des diamants de la couronne, une collection de vases en pierres dures et précieuses et une collection de tabatières. Ces objets relèvent du département des objets d'art du musée.